# تنظيم القاعدة في السعودية
جماعة تنظيم القاعدة في جزيرة العرب أو في بلاد الحرمين هي الفرع السعودي لتنظيم قاعدة الجهاد العالمي وتأسست في أواخر التسعينات الميلادية على يد يوسف العييري الملقب بالبتار وتوقف نشاطها في العام 2009 بعد اندماج الفرع السعودي للقاعدة مع الفرع اليمني في تنظيم واحد أطلق عليه اسم تنظيم القاعدة في جزيرة العرب 

## خلفية تاريخية
ظهرت حركة الصحوة في السعودية في بداية التسعينيات وقامت بالعديد من الاعتصامات، الحكومة السعودية واجهت هذه الحركة بحملة من الاعتقلات حيث اعتقل مايقارب 110 شخص من بينهم سلمان العودة، وسفر الحوالي. ونتج عن هذه الاعتقالات انتفاضات في منطقة بريدة والرياض. خلّف قمع هذه الحركة أثرًا كبيرًا في الحركة الجهادية، حيث أقتنع الاسلاميون بأن قمع الحكومة السعودية لهم برهانًا على الطابع الغير اسلامي للحكومة السعودية، وعلى خضوعها للحكومة الأمريكية، وعلى عدم جدوى الاحتجاج السلمي وأنه ليس أمامهم خيار سوا اللجوء إلى العنف. وأنطلقت أول شرارة الأحداث في 11 نوفمبر 1994، عندما قام شاب غاضب على حملة الاعتقالات ضد أعضاء حركة الصحوة يدعى عبد الله بن عبد الرحمن الحضيف بسكب مادة حارقة على عقيد في المباحث العامة يدعى سعود الشبرين. ألقي القبض على عبد الله بن عبد الرحمن الحضيف بعد وقت قصير من هجومه، ثم أعدم في السجن في 12 أغسطس 1995، وزعم الاسلاميون بان الحضيف تعرض للتعذيب من قبل أفراد المباحث العامة حتى الموت. وتلقى الاسلاميون خبر إعدام الحضيف بغضب شديد وأطلقوا عليه لقب الشهيد وأصبح الحضيف رمز عند الاسلاميون. وأتهم الاسلاميون الحكومة السعودية بفتح «باب الدم».

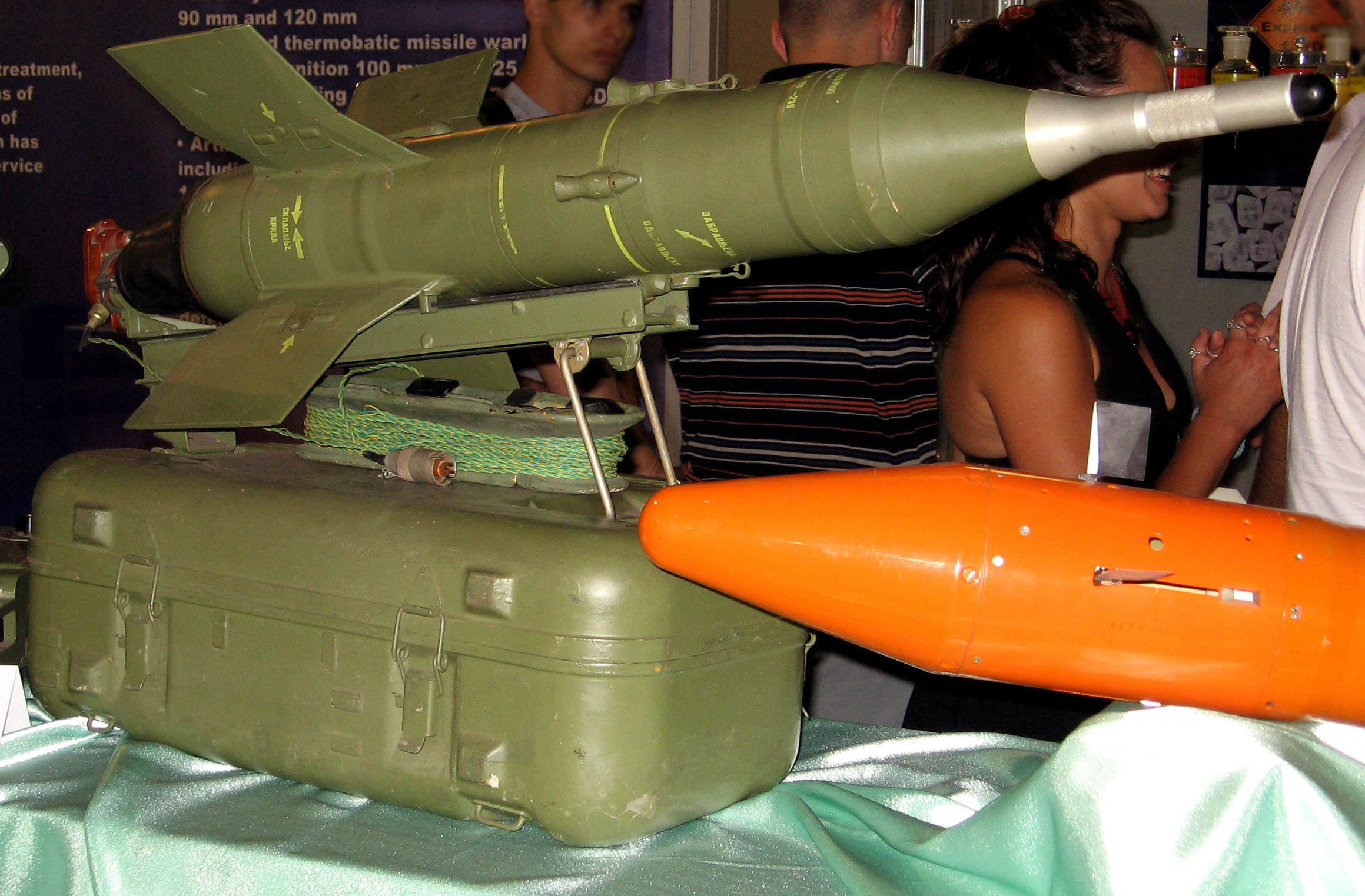
صاروخ ساغر مشابهه للصورايخ التي هربت إلى حدود السعودية لاستهداف القنصلية الأمريكية في جدة في يناير 1998.

قرر مجموعة من أصدقاء عبد الله الحضيف، وهم: رياض الهاجري، وخالد السعيد، وعبد العزيز المعثم، ومصلح الشمراني الذي ذكر أنه قال: «والله لا نكون رجالًا إن لم نثأر للشيخ عبد الله.» الإنتقام من الحكومة السعودية من خلال إستهداف مجمع تستخدمه شركة فينيل التابعة للجيش الأمريكي والتي تعمل على تدريب الحرس الوطني في وسط العاصمة الرياض بسيارة مفخخة بعبوة متفجرة تزن 100 كيلوغرام في 13 نوفمبر 1995،  وكانت نتيجة الهجوم مقتل 5 جنود أمريكيين وهنديان، وأصيب مايقارب 60 شخص آخر بجروح. دفع تفجير الرياض الحكومة السعودية بالقيام بحملات إعتقالات واسعة طالت العائدين من الجهاد في أفغانستان والبوسنة والهرسك، وأخضعت المعتقلين لاستجوابات قاسية، من أجل التعرف على المذنبين. أُلقي القبض على نحو 200 شخص، منهم 30 شخصًا من أعضاء الجماعة الليبية المقاتلة. حدث بعد تفجير الرياض تطور بارز جدًا ففي شهر يناير لعام 1998، ألقت قوات الأمن العام على مجموعة من المسلحين المزودين بصواريخ ساغر المضادة للدبابات في جنوب السعودية. وكان الهدف من تهريب الصواريخ من اليمن إلى السعودية هو أستهداف القنصلية الأمريكية في جدة بهذه الصواريخ أثناء زيارة نائب رئيس الولايات المتحدة آل جور للسعودية. وبحسب مصادر رسمية أمريكية وسعودية بأن أسامة بن لادن كان خلف خطة استهداف القنصلية الأمريكية في جدة، ووجه عبد الرحيم النشيري لتفيذ الخطة. وبعد اكتشاف المخطط ردت الحكومة السعودية بحملة إعتقالات قاسية استهدفت الاسلاميون وكانت نتيجة الحملة القبض على مايقارب 800 إسلامي، وقامت الحكومة السعودية بارسال رئيس الاستخبارات العامة تركي الفيصل إلى قندهار في أفغانستان للضغط على الملّا عمر  من أجل تسليم أسامة بن لادن. وأعترف تنظيم القاعدة في مجلة صوت الجهاد في عام 2004، بأن العديد من الاسلاميين الذين عادوا من الجهاد في البوسنة والهرسك إلقيَ القبض عليهم بسبب قضية الصواريخ التي حدثت في يناير 1998. وجرت محاولة ثانية في 1998، لتهريب صواريخ من نوع ستريلا-2 قام بها إسلاميون مصريون يقيمون باليمن، حيث خططوا لنقلها إلى السعودية من إجل محاولة اسقاط الطائرات الأمريكية والمصرية، وردت الحكومة السعودية على هذا المخطط بالقبض على 300 إسلامي. أقرّ أسامة بن لادن في مؤتمر صحفي عقده في أفغانستان في مايو 1998، بالاستيلاء على الصواريخ لكنه تباهى بأن الصواريخ التي تم العثور عليها أقل بكثير من مما لم يتم العثور عليها.
منذ 1998، كان لزعيم تنظيم القاعدة أسامة بن لادن هدف رئيسي وهو طرد القوات الأمريكية المتواجدة في السعودية. ولكن في 2001، قرر أسامة بن لادن وقف إستهداف السعودية لهدفين: الأول لأن السعودية كانت المصدر الرئيسي للتجنيد والتمويل لتنظيم القاعدة (من رجال أعمال وجمعيات خيرية ومتبرعين أفراد)، واستهدافها قد يضر الدعم سواء المالي أو التجنيد، والثاني ان تنظيم القاعدة يريد تأسيس فرع له في السعودية ولا يريد أن تنتبه الحكومة السعودية لمحاولة تأسيس الفرع. حقق الهدف الأول نجاحًا مذهلًا إذ أن الدعم المالي استمر بالتدفق بشكل كبير، بالإضافة إلى أن معسكرات التدريب اكتظّت بالسعوديين. وبحسب أحد قادة تنظيم القاعدة وهو خالد شيخ محمد بأن السعوديون شكلوا 70% من المجندين في معسكرات التدريب العربية في أفغانستان.
 ولكن الهدف الثاني فشل لأن جميع الذين أرسلهم أسامة بن لادن لتأسيس الفرع في السعودية لم يكونوا سعوديون بل كانوا من دول شمال أفريقيا وكانوا يفتقرون إلى الشبكات الاجتماعية، بالإضافة إلى أن العديد من المجاهدين القدماء والشيوخ المتطرفين كانوا في السجون حينها. إلا انه بعد تفجيرات 11 سبتمبر 2001 وإعلان أمريكا وحلفائها الحرب على الإرهاب قرر زعيم تنظيم القاعدة أسامة بن لادن المضي قدمًا في تأسيس فرع للقاعدة في السعودية والبدء في ضربها من الداخل.

### فترة البداية

#### تأسيس القاعدة في السعودية
هي الفترة التي تأسست بها القاعدة في السعودية، وكانت في هذه الفترة مرحلة التجنيد وبناء مخازن السلاح. وأشتهرت هذه الفترة بضعف العمليات التي نفذتها القاعدة بسبب نشأتها الحديثة.
بدأت القاعدة بالتخطيط للقيام بعملية نوعية في العاصمة الرياض، وتم تجهيز منزل في حي الجزيرة بشرق الرياض بمصنع لصنع المتفجرات، ومخازن للأسلحة. إلا أنه في 18 مارس 2003، إنفجرت عبوة متفجرة بالخطأ أثناء تجهيزها في المنزل وقتل مهندس صنع المتفجرات فهد بن سعران الصاعدي بسببها، وبعد وصول قوات الشرطة إلى المنزل تبين أن المنزل يحوي مواد شديدة الانفجار، وذخيرة، و12 رشاشاً وبندقيتين، و3 قنابل، ومعمل، وهويات مزورة. فكانت هذه العملية هي الشرارة الأولى لانطلاق عمليات البحث عن الإرهابيين في السعودية وإعلان الحرب على تنظيم القاعدة في السعودية.
في 6 مايو 2003، قامت قوات الامن العام بمطاردة سيارة مشتبه بها، وكشفت قوات الامن العام أثناء المطاردة، على منزل فارغ في حي اشبيلية شرق العاصمة الرياض، كانت تختبئ فيه خلية تابعة لتنظيم القاعدة في السعودية، ووجد داخل المنزل، 55 قنبلة يدوية، والآلاف من الذخائر المختلفة، وعدد من وثائق السفر وإثباتات الهوية وغيرها من المفكرات والنشرات، ومبالغ مالية، وحقائب حديدية كبيرة الحجم مملوءة بقوالب من مواد عجينية شديدة الانفجار، ورشاشات من نوع أيه كيه-47، وأجهزة كومبيوتر، وأجهزة اتصال، كما عثر على سيارة داخل فناء المنزل يوجد بها كميات كبيرة من أدوات التنكر كالشعر المستعار وغيره. والمادة المتفجرة من نوع آر دي اكس، وهي من اشد أنواع المتفجرات تدميرا.
أدركت الحكومة السعودية خطر تنظيم القاعدة فقامت في 8 مايو 2003، بأصدار قائمة تضم أسماء 19 عضوا في تنظيم القاعدة في السعودية وكانت هذه القائمة الأولى في تاريخ السعودية التي تعلن فيها أسماء مطلوبين في قضايا أمنية، وضمت القائمة أبرز أعضاء التنظيم، وهم: تركي الدندني، علي الفقعسي، خالد الجهني، صالح العوفي، عبد العزيز المقرن، عبد الكريم اليازجي، هاني الغامدي، محمد الوليدي الشهري، راكان الصيخان، يوسف العييري، عثمان العمرين، بندر الغامدي، أحمد الدخيل، حمد الشمري، فيصل الدخيل، سلطان جبران سلطان القحطاني، جبران حكمي، عبد الرحمن جبارة، خالد حاج.

#### الحرب على القاعدة في السعودية
بعد 3 أشهر من تفجير حي الجزيرة، حدثت سلسلة من الإنفجارات الدموية في السعودية، وكان أولها أربعة إنفجارات وقعت بالعاصمة الرياض في 12 مايو 2003، حيث إستهدف تنظيم القاعدة فرع السعودية بعمليات انتحارية بواسطة سيارات مفخخة مليئة بالمتفجرات أربعة مجمعات سكنية، الأول مجمع غرناطة السكني، أما الانفجار الثاني فقد استهدف مجمع جداول السكنى، أما الانفجار الثالث فقد وقع في حي البديعة غرب الرياض، أما الإنفجار الرابع فقد إستهدف مجمع الحمرا. وأعلنت وزارة الداخلية أن عدد الوفيات الناجمة عن الانفجارات قد بلغ 20 شخصا في حين بلغ عدد المصابين 194 شخصا معظم اصاباتهم اصابات طفيفة. بالإضافة إلى وجود 9 جثث متفحمة في مواقع الانفجارات يشتبه بأنها عائدة لأعضاء تنظيم القاعدة. وأسهم وجود رجال الأمن الموجودين في المجمعات قبل الانفجار وتبادلهم لإطلاق النار مع الارهابيين في تلافى وقوع اصابات ووفيات كبيرة في الساكنين بتلك المجمعات. وأعلنت الحكومة السعودية في اليوم التالي عن ارتفاع حصيلة ضحايا تفجير المجمعات في الرياض إلى 29 قتيلاً وإصابة 194 آخرين. ومن بينهم 9 جثث للانتحاريين المنفذين للهجوم منهم 5 على قائمة الـ19 وهم: خالد الجهني، محمد الوليدي الشهري، هاني عبد الكريم الغامدي، جبران حكمي، عبد الكريم اليازجي.
قامت السعودية بعد سلسلة التفجيرات التي حدثت بالرياض، بحملات إعتقال ومداهمات واسعة أدت إلى تفكيك العديد من الخلايا، وقتل وتوقيف العديد من أعضائها. في محاولات لتفادي تكرار حدوث العمليات الانتحارية من خلال القبض على أعضاء تنظيم القاعدة فرع السعودية قبل تنفيذ عملياتهم الانتحارية. وكانت أول الحملات في 18 مايو 2003، عندما قبضت قوات الأمن العام على خلية مكونة من 4 أشخاص ينتمون لتنظيم القاعدة فرع السعودية. وفي 20 مايو، قبضت قوات الأمن العام على خلية مكونة من 3 أشخاص يحملون الجنسية المغربية في مدينة جدة. وفي 24 مايو، إقتحمت قوات الأمن العام أحد المنازل الفارغة التابعة لتنظيم القاعدة فرع السعودية بمحافظة الخرج وعثرت على شنطتين بداخلهما مواد شديدة الانفجار من نوع آر دى اكس.
 وفي نفس اليوم في المدينة المنورة ألقت قوات الأمن العام القبض على مهرب يحمل الجنسية اليمنية حوال تهريب 60 كجم من متفجرات تي إن تي لتنظيم القاعدة فرع السعودية. وفي 26 مايو، ألقت قوات الأمن العام القبض على 5 أشخاص من المطلوبين أمنياً، إثنين منهم في داخل منزل بحي الإسكان بالمدينة المنورة وهما منظري تنظيم القاعدة فرع السعودية وهما أحمد حمد الخالدي، علي خضير فهد الخضير، وثلاثة في مقهى للإنترنت بالمدينة المنورة وهم: سعد عبد الرزاق فيضي الغامدي، تركي عبد العزيز الفهيد، محمد عبد الفتاح محمد كرام وهو مواطن مغربي، وبحوزتهم أسلحة ومواد تستخدم لصنع متفجرات. وفي 27 مايو، ألقت قوات الأمن العام القبض في فيلا بحي الازهري بالمدينة المنورة على: ناصر حمد حمين الفهد، ومحمد سالم الغامدي، وهشام مبارك الحكمي، وعمر مبارك الحكمي، ومجدي أحمد محمد إبراهيم عبد الله الخبراني، وطالب أحمد كريم وهو مغربي. وضبطت معهم مجموعة من الأسلاك المتنوعة لعمل دوائر كهربائية لغرض التفجير، ومواد كيماوية، وصناديق ذخيرة، ورشاشات أيه كيه-47، ومسدسات، ومجموعة من المنشورات كتبت عليها طريقة اعداد العبوات الناسفة ومبالغ نقدية.
وبعد مطاردة لاحدى السيارات التي فرت من أحد مواقع القبض تمكنت قوات الأمن العام من ايقاف السيارة والقبض على من فيها واتضح أنها بقيادة المدعو عبد المنعم علي محفوظ الغامدي وترافقه ثلاث نساء عربيات بدون هويات وهم غيداء احمد محمد سويدة سورية الجنسية، وهي زوجة عبد المنعم المذكور، وحنان عبد الله رقيب مغربية الجنسية وهي زوجة سلطان جبران سلطان القحطاني، والعيادية أحمد محمد الصياد مغربية الجنسية، وهي زوجة علي عبد الرحمن الفقعسي، وقد ضبط معهم أسلحة نارية، ووثائق مزورة.
وقامت الحكومة السعودية بتوجيه أقوى ضربة لتنظيم القاعدة في 1 يونيو 2003، عندما قامت قوات الأمن العام في مدينة تربة في شمال منطقة حائل بإيقاف مربكة من نوع تويوتا يستقلها شخصان متوقفة على الطريق واشتبه فيها، وعندما طلب رجال الأمن من السائق اثبات هويته فر هاربا وقام رجال الأمن بمطاردتهم حيث سلكوا طريقًا صحراويًا واثناء المطاردة قام الهاربان بالقاء قنبلة يدوية على رجال الأمن مما نتج عنه وفاة جنديين، واصابة جنديين أخرين، وبعد مطاردتهم قُتل أول زعيم لتنظيم القاعدة في السعودية وهو المؤسس يوسف صالح فهد العييري، والقاء القبض على الأخر، وبعد التحقيق أتضح أنهما حاولا الهرب إلى العراق.

### فترة الإنتكاسة

#### القاعدة بعد مقتل مؤسسها

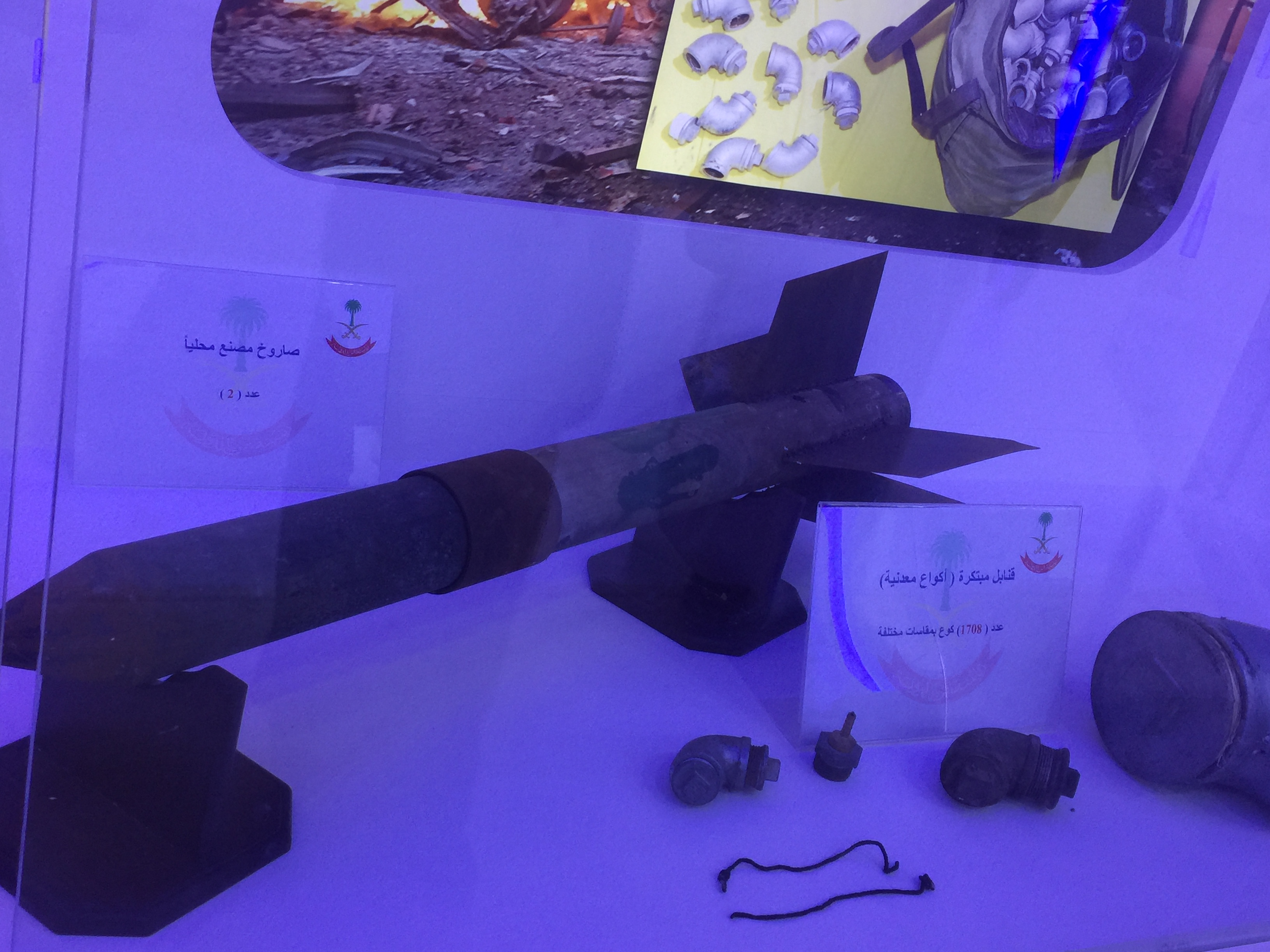
صاروخ مصنع محليًا لإستخدامه ضد قواعد القوات الجوية الملكية السعودية من قبل تتظيم القاعدة.

بعد مقتل يوسف العييري وتولي خالد الحاج زعامة تنظيم القاعدة فرع السعودية، شرع خالد الحاج بإنشاء 5 مجموعات أو خلايا تابعة لتنظيم القاعدة، الأولى خلية الخرج ومهمة هذه الخلية جمع المعلومات عن قاعدة الأمير سلطان الجوية بالخرج وتجنيد المنفذين لهذا العمل وتصوير القاعدة والبدء في التجهيز ونقل الأسلحة والمتفجرات لمحافظة الخرج للشروع في تفجير القاعدة. أما الخلية الثانية وهي خلية الجنوب ومهمة هذه الخلية جمع المعلومات عن قاعدة الملك خالد الجوية بخميس مشيط وتصويرها وتجميع الأسلحة بغرض القيام بتفجيرها. أما الخلية الثالثة وهو خلية الأحساء ومهمة هذه الخلية هي تهريب ونقل قائد الخلية تركي الدندني ومعاونيه الأساسيين من الرياض قبل حدوث التفجيرات بيوم وإخفائهم بالأحساء. أما الخلية الرابعة وهي خلية الجوف ومهمة هذه الخلية التستر على تركي الدندني وسعيهم لتهريبه خارج السعودية. أما الخلية الخامسة وهي خلية الدرعية ومهمة هذه الخلية التخطيط لتنفيذ أهداف من أهمها مجمعات سكنية يقطنها أجانب، وبرج الفيصلية، وبرج المملكة، واستهداف حافلة نقل لأطفال أجانب. وأوكل مهمة إدارة هذه الخلايات الخمس لتركي الدندني وعلي البارقي.
ولم تتوقف حملات السعودية الأمنية بعد مقتل مؤسس تنظيم القاعدة يوسف العييري بل استمرت وزادت بشكل أكبر من السابق، وقامت السعودية بمطاردة خلايا تنظيم القاعدة في السعودية بالخارج وكان أولها الضغط على السودان من أجل تسليمها 18 شخص لهم علاقة بتنظيم القاعدة داخل السعودية، ورضخت حكومة السعودان للضغوطات وقامت بتسليم 17 سعودي وفلسطيني للسعودية في 6 يونيو 2003، حيث قبضت عليهم الحكومة السودانیة وھم يتدربون على استخدام الأسلحة في معسكر تدريبي بمنطقة لقاوة بولاية كردفان بغرب السودان.
أما في الداخل ففي 14 يونيو، قادت مطاردة بدأت من نقطة تفتيش عندما رفض صاحب سيارة التوقف، وبادرت المجموعة بداخل السيارة باطلاق النار برشاشات أيه كيه-47، إلى شقة بعمارة بحي الخالدية بمكة المكرمة يختبئ بها خلية مكونة من 17 عضو تنظيم القاعدة، وقامت قوات الطوارئ الخاصة بمداهمة الشقة. وقتل 5 من أعضاء تنظيم القاعدة، والقبض على 12 عضو. وأعلنت الحكومة السعودية أنها وجدت مع الخلية التي كانت تخطط للقيام بعمل ارهابي نوعي في منطقة مكة المكرمة قنابل، وأسلحة، ومواد كيميائية، وأجهزة متفجرات.

#### الإطاحة بأبرز أعضاء القاعدة
عرض الملك فهد بن عبد العزيز آل سعود في 23 يونيو بتخفيف العقوبة عن المطلوبين للأجهزة الأمنية الذين يعلنون توبتهم خلال مهلة شهر. وتسبب هذا القرار بهزة قوية للتنظيم حيث إنشق العديد من القيادات والأعضاء من صفوف تنظيم القاعدة فرع السعودية وتسليم أنفسهم لوزارة الداخلية، وأبرزهم علي عبد الرحمن الفقعسي، ومنصور بن محمد أحمد فقيه، وعبد الله ابن عطية حضيض السلمي،
وفي 1 يوليو 2003، أعلن وزير الداخلية الأمير نايف بن عبد العزيز آل سعود في كلمته أمام مجلس الشورى بأن إجمالي من تم القبض عليهم 124 شخص لهم صلة في تنظيم القاعدة فرع السعودية. وفي نفس اليوم المطلوب أمنيًا ظافر بن عبد الرحمن بن عبد الله المقر الشهري يسلم نفسة لقوات الأمن العام بعد مطاردة استمرت ثلاثة  أيام وعثر في المنزل الذي يختبئ فيه على 50 رشاش أيه كيه-47 ومواد أخرى في النماص بمنطقة عسير.
وبعد ثلاثة أيام من إعلان وزير الداخلية الأمير نايف بن عبد العزيز آل سعود حصيلة المقبوض عليهم، انتحر 4 مطلوبين بتفجير أجسادهم داخل مسجد في قرية بمنطقة الجوف، وكان المطلوبون بادروا بإطلاق النار على رجال الأمن أثناء محاصرتهم في المسجد وهم تركي الدندني، وعبد الرحمن جبارة وهو كويتي، وراجح العجمي وهو كويتي، وعماش السبيعي، فيما سلم مساعد الرويلي إمام المسجد نفسه للجهات الأمنية، كما قبض رجال الأمن على 3 أشخاص عزموا على تهريب مطلوبين خارج السعودية.
وفي 21 يوليو أعلنت وزارة الداخلية، عن إحباط عمليات إرهابية كانت مجهزة للتنفيذ بواسطة خلايا متطرفة في الرياض، والقصيم، والمنطقة الشرقية يقودها نحو 15 شخصا، استخدموا باطن الأرض في المنازل والمزارع والاستراحات لتخزين خلائط كيماوية لتصنيع المتفجرات بلغ وزنها 20.7 طن، و18 قذيفة آر بي جي مضادة للدروع.
28 يوليو، في منطقة القصيم طوقت قوات الأمن العام، مزرعة في بلدة غضي في مدينة عيون الجواء يوجد بها ستة مطلوبين، حيث قام الأشخاص الستة بإطلاق النار على رجال الأمن مستخدمين القنابل اليدوية، ونتج عن ذلك القبض على أربعة أشخاص آخرين قاموا بإيواء أعضاء تنظيم القاعدة وأسفر الهجوم عن مقتل 6 من أعضاء القاعدة  وهم أربعة سعوديين وتشاديان وإصابة آخر، وضبط عدد من الأسلحة والذخيرة، تم القبض على 3 مطلوبين في جبل ساق بالقرب من مدينة بريدة دون مقاومة. وفي 7 أغسطس أحبطت قوات الأمن العام، محاولة تفجير إحدى الشركات المتخصصة في صناعة الإسمنت في منطقة القصيم، وقبض على شخص داخل سكنه في المصنع وبحوزته قنابل وديناميت أخفاه بمكيف السكن. وقبضت أيضا قوات الأمن العام على ثلاثة من المطلوبين في صحاري شمال شرقي مركز شري في منطقة القصيم بسبب علاقتهم بخلية مزرعة غضي.
وفي 10 أغسطس 2003، فر عدد من المطلوبين أمام نقطة تفتيش أمنية على طريق الرياض – القصيم مستخدمين أسلحتهم على رجال الأمن، وتوجهوا نحو استراحة في حي الأمانة والتي كانت مأوى لعدد من أعضاء تنظيم القاعدة، وعثرت قوات الأمن العام في داخل الاستراحة على قنابل يدوية، وقوذف آر بي جي، وأسلحة. وبعد يومين، قبضت قوات الأمن العام على 4 مطلوبين، وذلك خلال مداهمة الأجهزة الأمنية منزلا في حي السويدي.
وفي 15 أغسطس، قبض رجال الأمن على نحو 21 شخصًا من دون مقاومة 11 سعوديا 10 بنجلاديشيين وأطلق سراح البعض البنجلاديشيين لاحقا، كانوا يقيمون في عمارة سكنية في قرية الكربوس المطلة على الحدود اليمنية في جازان وبحوزتهم أسلحة وصواريخ جاهزة للإطلاق، و170 قذيفة آر بي جي. وبعد ثمانية أيام، تمكنت قوات الأمن العام من قتل سلطان جبران سلطان القحطاني وهو من أبرز قيادات تنظيم القاعدة، وتركي القحطاني وخالد الشهري الذين بادروا بإطلاق النار على دوريات أمنية كانت تطوق شقة في سكن مستشفى الملك فهد المركزي بجازان، وسلم اثنان أنفسهما إلى الجهات الأمنية. ويقع موقع مداهمة مستشفى الملك فهد بجازان على بعد 11 كيلومترا من موقع المداهمة الامنية السابقة قرية الكربوس.
وفي 26 أغسطس، عثرت وزارة الداخلية على سيارة هاربة تحمل تجهيزات للمراقبة وأسلحة ومواد متفجرة، وفي نفس اليوم في القنفذة ضبطت سيارة منقولة عبر سيارة مخصصة لنقل السيارات وفيها 70 قذيفة آر بي جي، وتم تفتيش المنزل الذي نقلت منه السيارة في قرية الكربوس في جازان وعثر فيه على 93 قذيفة آر بي جي، وقنابل يدوية، ورشاشات أيه كيه-47. وأيضا في نفس اليوم عثر في منزل في قرية الزيمة في مكة المكرمة على المئات من رشاشات أيه كيه-47، وفي اسفل جبل النور عثر على الآلاف من الذخائر، وفي وادي عمير عثر على 14  رشاشات أيه كيه-47 ومسدسات.
وقامت الحكومة اليمنية في 17 سبتمبر 2003، بتسليم 8 معتقلين مطلوبين للمباحث العامة متهمين بالتورط بالإرهاب وعلى علاقتهم بتنظيم القاعدة في السعودية، بمن فيهم بندر بن عبد الرحمن الغامدي، كما تسلمت الحكومة السعودية من الحكومة اليمنية جثتي اثنين من المطلوبين.
في شهر أكتوبر 2003، أعلنت وزارة الداخلية في 8 أكتوبر، أن فرقاً أمنية طوقت منطقة صحراوية شرق الرياض وقبضت على 3 مطلوبين وبحوزتهم أسلحة. وفي منطقة القصيم كشفت خلية تضم 4 أشخاص، وقبض على واحدٍ منهم، وحين توجهت الفرق الأمنية لمزرعة يختبئون فيها في مركز المليداء في منطقة القصيم فروا منها، بعد أن أصابوا ضابطين وجنديين ومواطنا. وبعدها بيومين عثرت وزارة الداخلية على سيارة لمطلوبين ثلاثة بالقرب من بريدة في منطقة القصيم، بعد فرارهم من الأمن قبل يومين. وبعدها بعشرة أيام أعلنت وزارة الداخلية عن مداهمة محل تجاري في حي السويدي في الرياض، وحيث عثرت فيه على 3 كلغم من المتفجرات، وآلاف من الطلقات النارية. ومداهمة منزلين ومزرعة في مركز تمير في محافظة المجمعة وعثرت فيهما على رشاشات أيه كيه-47، ومسدسات، وآلاف من الطلقات النارية، وفي قرية في مكة المكرمة عثر على قنابل يدوية، رشاشات أيه كيه-47، وآلاف من الطلقلات النارية، وفي مركز لبخة في محافظة شقراء عثر على رشاشات أيه كيه-47، وآلاف من الطلقات النارية، وفي منزل في جدة عثر على  رشاشات أيه كيه-47، ومسدسات، وقنابل يدوية، ومئات من الطلقات النارية. وفي بئر في صحراء البكيرية في منطقة القصيم عثر على مجموعة من المواد المجهزة للمتفجرات.
في 2 نوفمبر 2003، بحي الشرائع بمكة المكرمة تمكنت قوات الأمن العام من إحباط عملية إرهابية كانت مجهزة للتفجير، ونتج عنها مقتل اثنين من الإرهابيين بعد محاولتهما للهروب في سيارتين ولكن تم تعطيلهما وقتلهما، والقبض على خمسة، وبعد يوم واحد استسلم مطلوب لرجال الأمن بعد أن هدد بتفجير نفسه بقنبلة في الموقع نفسه. وبعدها بخمسة أيام قتل خالد العتيبي الذي يعتبر أحد المطلوبين بعد أن أصيب في مداهمة لحي السويدي في الرياض.

#### تفجير المحيا والاستمرار بالإنتكاسة
خطط تنظيم القاعدة لشن عملية ضخمة مشابهة لعملية تفجيرات الرياض ووقع الإختيار على مجمع المحيا لإعتقادهم أن قاطني هذا المجمع أجانب وبالاخص غير مسلمين، وفي 8 نوفمبر 2003، قام أفراد من جماعة تنظيم القاعدة بمهاجمة مجمع المحيا السكني الذي يقطنه الآلاف من الجاليات العربية في غرب العاصمة الرياض بسيارة مفخخة. وكانت حصيلة هذا الهجوم 18 قتيل و 122 جريح. وقد قسم المهاجمون إلى 3 أقسام ، قسم إنتحاري مكون من شخصين و يستقلون سيارة تم التمويه عليها بصبغها بشعار القوات البرية الملكية السعودية، وقوات الطوارئ الخاصة، وقسم إقتحامي مهمته مهاجمة حراس المجمع السكني بإطلاق النار، ورمي القنابل اليدوية من أجل تسهيل مهمة سيارة الإنتحاريين و قسم ثالث إعتلى إحدى الجبال و المرتفعات المطلة على المجمع السكني و مهمته هي قصف المجمع السكني بالآر بي جي لتشتيت و إلهاء حراس المجمع عن السيارة اللتي يستقلها الإنتحاريين. وكان إستهداف مجمع المحيا كارثة على سمعة تنظيم القاعدة، إذ أن عامة المصابين والمقتولين عربًا ومسلمين، وغالبيتهم أطفال، وكان توقيت الاستهداف في شهر رمضان. وكان مجمع المحيا نقطة تحول كبيرة في الحرب على القاعدة في السعودية لأنها ألبت الرأي العام على تنظيم القاعدة ونفرت الداعمين والمواطنين عن القاعدة، وبعدها تم نشر إصدار مدته اربعون دقيقه على الانترنت باسم"غزوة بدر الرياض" ويحكي الاصدار عن التجيهزات لتفجير مجمع المحيا.
وحاول تنظيم القاعدة بعدها بالقيام بعملية كبيرة مجددًا إلا انها أحبطت من قبل قوات الأمن العام في 25 نوفمبر وكان يصادف ليلة عيد الفطر حينها، وتم مطاردة المطلوبين أمنيا في حي السلي شرق الرياض، نتج عنها مقتل أحد المسلحين وهو عبد المحسن الشبانات وانتحار الثاني بتفجير نفسه بقنبلة يدوية وهو مساعد السبيعي. وضبط داخل الاستراحة على سيارة نقل تم تمويهها بلون سيارات القوات البرية الملكية السعودية، ووضع صهريج حديد بداخله مواد متفجرة، و3 قذائف آر بي جي. وفي اليوم التالي قبضت قوات الأمن العام على أحد أعضاء تنظيم القاعدة الذي شارك في التفجير الذي وقع في مجمع المحيا بمدينة الرياض، حيث تم تحديد موقع اختبائه، وعثر معه على صاروخ سام 7، وآر بي جي، وقنابل يدوية، ومتفجرات، ومواد آر دي إكس، وأسلحة وذخائر.
زاد الخناق على تنظيم القاعدة في السعودية، وفقدوا الدعم والتمويل، وخسروا أموالهم وأسلحتهم والعديد من أعضائهم في عمليات إستباقية نفذتها قوات الأمن العام، وإنتشر الإحباط في صفوف تنظيم القاعدة لعدم قدرتهم على القيام بعمليات نوعية بسبب إحباط القوات الأمنية لها، وبدأت البنية التحتية لتنظيم القاعدة بالانهيار التدريجي وزادت الأوضاع سوءًا في تنظيم القاعدة بعد أن رصد الحكومة السعودية مكافآت مالية للقبض عليهم، حيث اعلنت وزارة الداخلية في 6 ديسمبر 2003، عن قائمة تضم 26 مطلوبا لهم علاقة بالأحداث الإرهابية التي وقعت في السعودية منذ مارس 2003، ورصدت مكافآت مالية تصل إلى مليون ريال لمن يدلي بمعلومات تؤدي إلى القبض على أحد المطلوبين، و5 ملايين ريال لمن يبلغ عن مجموعة من المطلوبين، و7 ملايين ريال لكل من يسهم في إحباط عمل إجرامي، وأصبح تنظيم القاعدة في وضع حرج بعد أن رصدت الدولة المكافآت المالية للقبض عليهم وبعد يوم من إعلان القائمة الأمنية، قامت قوات الأمن العام بفرض حصار في حي النمار في منطقة السويدي جنوب الرياض. بعد أن تلقى جهاز المباحث العامة معلومات من أحد المواطنين أن المطلوب إبراهيم الريس موجود فيه فيلا بالحي، وقام جهاز المباحث العامة بمراقبة الفيلا. وعند خروجه بسيارته إلى ورشة اصلاح اطارات في محطة وقود خلف الفيلا الواقعة على الشارع الرئيسي، لحقته دورية لقوات الأمن. وعند الورشة اكتشف المطلوب وجود أفراد قوات الأمن العام، فبادر باطلاق النار عليهم، فقتل أثناء المواجهات برصاصة أردته قتيلاً. وفي 30 ديسمبر سلم منصور فقيه نفسه لقوات الأمن في مدينة نجران جنوب السعودية.

### بداية الانهيار ومحاولة البقاء

#### الثأر واستهداف القوات الأمنية
قرر تنظيم القاعدة في السعودية الإنتقام من قوات الأمن العام إلا أنه لم يستطع مهاجمة قوات الأمن العام بشكل مباشر بسبب أن أفراد القوات السعودية يعتنقون الدين الإسلامي وإلحاق الضرر بهم يخالف المبدأ الذي قام عليه تنظيم القاعدة وهو الدفاع عن المسلمين وحمايتهم من غير المسلمين، بالإضافة أنه يظهرهم بمظهر المجرم الذي لا يفرق بين مسلم وغير مسلم وعندها سيخسر تنظيم القاعدة ما تبقى من مؤيدينه وداعمينه. لذلك قام تنظيم القاعدة بتشكيل منظمة وهمية لا وجود لها على الأرض أطلق عليه «كتائب الحرمين» من أجل إبعاد مسؤولية إستهداف أجهزة الحكومة السعودية الأمنية، ومن يعتنق الدين الإسلامي عن تنظيم القاعدة في السعودية، وأدعى تنظيم القاعدة إعلاميا أنه لاتوجد أي علاقة بأي شكل من الأشكال بينهم وبين «كتائب الحرمين».
وكانت أول عمليات تنظيم القاعدة تحت اسم كتائب الحرمين في 4 ديسمبر 2003، حيث تم إطلاق نار كثيف على قائد المباحث العامة عبد العزيز بن محمد الهويريني عندما كان يستقل سيارته برفقة شقيقه انتهى بإصابة شقيقة إصابات بالغة وتوفي لاحقا متأثرًا بالإصابة، وتعرض هو إلى إصابات في يده ووجهه، ولكن كانت إصاباته غير حرجة. كما تم إستهدافه مجددًا بعبوة ناسفة استهدفت سيارته إلا أنه نجى ولم يتعرض لإصابات. ثم حاولت كتائب الحرمين إستهداف مقر المباحث العامة بمركبة تم تفخيخها بعبوات ناسفة شديدة الانفجار إلا أن العملية فشلت بعد أن تم تفكيك العبوات الناسفة. ثم حاولت كتائب الحرمين إستهداف ضابط المباحث العامة إبراهيم الدالي شرق الرياض بواسطة عبوات ناسفة شديدة الانفجار وضعت تحت سيارته من نوع لكزس، ولكنه نجى ولم يتعرض لإصابة. واستمرت كتائب الحرمين باستهداف رجال الأمن ومن أبرز عمليات الاستهداف قتل شرطي في أحد المحلات في جدة، وقتل شرطيين في نقطة تفتيش في جدة، وقتل أربعة من رجال دوريات أمن الطرق على طريق الرياض – القصيم في موقعين قرب مركز أم سدرة، وضبطت قوات الأمن سيارتين مفخختين بالمتفجرات. ومقتل شرطي في العيينة، واصابة مجموعة من أفراد الشرطة في بريدة، ومقتل شرطيين في مدينة الطائف. وفي 31 ديسمبر 2003، جرت محاولة لإغتيال المقدم إبراهيم الضالع من المباحث العامة.
إعتقد تنظيم القاعدة في السعودية أن استهدافه للأجهزة الأمنية للحكومة السعودية سيقلل من الحملات والمداهمات وسيعطيهم الفرصة لإعادة تنظيم صفوفهم، إلا أنه حدث العكس تماما استمرت قوات الأمن العام بالبحث عن الخلايا التابعة لتنظيم القاعدة وأثناء بحثها عثرت في 22 فبراير 2004، على جثة أحد أعضاء تنظيم القاعدة وهو عامر بن محسن الشهري في منطقة بنبان الصحراوية، بعد أن تركه رفاقه هناك، وتوفي متأثرا بجراحة بعد إصابته أثناء تبادل إطلاق النار في 23 ديسمبر 2003، ووفقا لتحقيق وزارة الداخلية، فإن إصابات عامر بن محسن الشهري تمثلت بطلق ناري أحدث جرحا نافذا في الجانب الأيسر تحت القفص الصدري وخرج من البطن، إضافة إلى إصابة أخرى في اليد اليمنى مما سبب له ذلك نزيفا خارجيا وداخليا، وتم نقله من قبلهم إلى غرفة جرى عزلها بألواح من الفلين حتى لا يسمع أحد أنينه، ومنع عنه الطعام والشراب ما عدا بعض السوائل وتمت معالجته بوسائل بدائية حيث كانت حالته تسوء إلى أن ظهر تعفن الجرح ونقص وزنه بشكل حاد ثم دخل في مرحلة من الهذيان، وحيث وصلت حالته لتلك المرحلة، فقد اقترح بعضهم تسليمه لأهله إلا أن المتنفذين بينهم رفضوا ذلك واستمرت به الحال كذلك إلى أن توفي، حيث حفر له قبر خارج منطقة الرياض، وتم دفنه من قبلهم باستخدام قطع من الخشب، كما تمت مساواة القبر بالأرض حتى لا يتمكن أحد من التعرف عليه.
وأثناء محاولات تنظيم القاعدة أو كتائب الحرمين إستهداف الأجهزة الأمنية للحكومة السعودية، وجهت قوات الأمن العام ضربة قوية لتنظيم القاعدة في 15 مارس 2004، عندما أعدت قوات الأمن العام كمينًا للإيقاع بخالد الحاج زعيم تنظيم القاعدة في السعودية في تقاطع شارع عبد الرحمن بن عوف مع شارع الإمام أحمد بن حنبل في حي النسيم غرب الرياض، وبمجرد أن شاهد قوات الأمن العام، بادر بإطلاق النار عليهم رافضا تسليم نفسه، ثم تبع ذلك تبادل لإطلاق النار مع قوات الأمن العام، أدى لمقتله ومقتل مرافقة إبراهيم بن عبد العزيز بن محمد المزيني، وعثر داخل السيارة على أسلحة ومتفجرات وقنابل يدوية. وأصبح عبد العزيز المقرن زعيمًا لتنظيم القاعدة في السعودية.
واستمرت الحكومة السعودية بعمليات الدهم وأبرزها كان في 5 أبريل 2004، عندما تمكنت قوات الأمن العام من قتل أحد أعضاء تنظيم القاعدة والقبض على آخر بعد إصابته في حي الروضة بالرياض، بعد أن بادرا بإطلاق النار على رجال الأمن فردوا عليهما بالمثل، وهم: عبد الرحمن السهلي وعبد الله السهلي. وبعدها بسبعة أيام اشتبكت قوات الأمن العام مع عدد من أعضاء تنظيم القاعدة بمنزل في حي الفيحاء شرق الرياض تمكنت من خلال ذلك من مقتل أحدهم وهو المطلوب خالد السبيت وإصابة اثنين منهما وهما، راكان الصيخان وناصر الراشد توفيا لاحقًا متأثرين بعدم توفر عناية صحية لائقة، بعد ان قطع تنظيم القاعدة ساق ناصر الراشد التي اصيبت في مواجهة مع الأمن بمنشار كهربائي بعد أن إلتهبت إلتهاب شديد تطور إلى حالة غنغرينا، ونزف راكان الصيخان حتى مات. وجميعهم على قائمة الـ26، وفرار مجموعة منهم كانوا في المنزل، وقتل رجل أمن يدعى الجندي غدير القحطاني وإصابة أربعة آخرين.
وكانت أكبر محاولة لإستهداف قوات الأمن العام وقعت في 21 أبريل، عندما حاول عبد العزيز المديهيش ومحمد الفراج وهما أعضاء في تنظيم القاعدة استهداف مجمع إدارات الأمن العام في حي الوشم في الرياض، وكانت الخطة الدخول مع البوابة للمبنى عنوة ثم التفجير لإلحاق أكبر ضرر ممكن إلا أن الخطة فشلت بسبب منعهم من قبل قوات الأمن العام، فاضطروا إلى الذهاب إلى الجدار الجانبي للمبنى و قاموا بتفجير السيارة وخلف هذا الدمار مقتل 11 وإصابة أكثر من 200 عسكري. وبعد أقل من ثمانية وأربعين ساعة على تفجير مجمع إدارات الأمن العام في حي الوشم في الرياض، قتلت قوات الأمن العام ثلاثة من أعضاء تنظيم القاعدة في إحدى البنايات السكنية بحي الصفا بجدة، وهم: أحمد الفضلي، وخالد القرشي، ومصطفى المباركي، وفجّر رابع نفسه بحزام ناسف بعد أن ضاق عليه الخناق وهو طلال العنبري قائد خلية الحجاز التي أسسها عبد العزيز المقرن.
ثم حاول تنظيم القاعدة القيام بعمليتين متزامنتين ضد المؤسسات الأمنية، استهدفت الأولى مقر وزارة الداخلية السعودية في الرياض، عبر انتحاري فجَر سيارة مفخخة على بعد أمتار من نفق قريب من السور الشرقي لمبنى الوزارة وعندها انفجرت السيارة المفخخة بفعل المتفجرات التي كانت تحويها بعد فشل الإنتحاري بالوصول إلى المبنى، وقتل الإنتحاري وأصيب رجل أمن واحد، والعملية الثانية استهدفت مقر مركز تدريب قوات الطوارئ الخاصة في الرياض، عبر انتحاريين حاولا تفجير سيارة بالقرب من المركز، قبل أن تفجرهما السلطات الأمنية قبل دخول السيارة إلى مقر المركز، وفشلت العملية وقتل الإنتحاريين ولم يقتل أي رجل أمن في العملية.

#### التحول إلى استهدف الغربيين
لم يحقق إستهداف رجال الأمن النتائج المرجوة بل زاد من تشويه صورة القاعدة أكثر فأكثر وزاد من عزم الحكومة السعودية على القضاء على التنظيم، وعندها قرر زعيم تنظيم القاعدة عبد العزيز المقرن إتباع إستراتيجية جديدة وهي التحول من إستهداف رجال الأمن إلى استهداف الغربيين الغير مسلمين لإحراج السعودية أمام العالم وإجبار الدول الأجنبية على عدم التعاون مع بالسعودية من أجل سلامة مواطنينها القاطنين على الأراضي السعودية.
وكانت أول عملية تتبع هذه الاستراتيجية الجديدة في 1 مايو 2004، حيث قام 4 عناصر من تنظيم القاعدة بالهجوم على مقر شركة أي بي بي السويسرية للمعدات الكهربائية في مدينة ينبع الصناعية، ونجم عنه مصرع 7 أشخاص ستة غربيين وجندي من الحرس الوطني وجميع المهاجمين. وقتل بعدها مواطن ألماني يدعى دنكل هيرمان في الرياض في حي الحمراء، أماك فرع للبنك العربي الوطني بخمس رصاصات. وتعرض الصحفي فرانك غاردنر وزميله المصور الأيرلندي سايمون كامبرز لهجوم في مدينة الرياض أودى الهجوم بحياة سايمون كامبرز، وأصيب جاردنر بشلل في رجليه. ولقي بعدها مقيم أميركي يدعى روبرت جاكوب مصرعه بعد أن هم بدخول منزله في حي الملز بمدينة الرياض.
 ثم قتل مقيم أميركي آخر يدعى كينيث سكروز في حي الملز بالرياض. وقتل المقيم الفرنسي لوران باربو في مدينة جدة. وقتل المقيم الايرلندي المهندس انتوني كريستوفر هيغينز في مكتبه في الرياض. وقتل المقيم البريطاني إدوارد مويرهد سميث في مرآب للسيارات خارج مركز تسوّق في الرياض.
 وكانت أكبر عمليات الخطف والأغتيال التي نفذتها القاعدة هي إختطاف المقيم الأمريكي بول جونسون كرهينة، أثناء عودته إلى مجمع سكني يقطن فيه، وكان أعضاء تنظيم القاعدة قد خطفوه بعد وضع نقطة تفتيش وهمية بمحاذاة سور جامعة الإمام محمد بن سعود بالرياض، وعرضوا على الحكومة السعودية إخراج أعضاء تنظيم القاعدة من السجون بمقابل الإفراج عن بول جونسون إلا أن العرض قوبل بالرفض من الحكومة السعودية، وقام أعضاء تنظيم القاعدة بقطع رأس الرهينة بعد 72 ساعة من إعلان خطفه عبر الإنترنت. وعثرت قوات الأمن على راس جونسون في حي المونسية شرقي الرياض لكن لم تتمكن من العثور على جسده نهائيا.
وفي 21 مايو 2004، رصدت قوات الأمن خلية تابعة لتنظيم القاعدة في إحدى الاستراحات في منطقة خضيرة التابعة لمدينة بريدة في منطقة القصيم، وكانت تخطط الخلية لعملية انتحارية ضد أهداف أجنبية، وإشتبكت قوات الأمن مع اتباع الخلية ونتج عنها مقتل أربعة مطلوبين وإصابة خامس بجروح خطيرة.
وكان أكبر هجوم لتنظيم القاعدة ضد الغربيين في 29 مايو 2004، عندما إستهدف تنظيم القاعدة مقر شركة هلبيرتون الأمريكية النفطية ومجمع الحزام، وقتل 22 شخصا كان الغالبية العظمى منهم غربيين.
 ثم حاول تنظيم القاعدة القيام بعملية ضخمة آخرى ضد الغربيين ووقع الإختيار على القنصلية الأمريكية في جدة، وقام 5 مسلحين من أعضاء تنظيم القاعدة بإقتحامها وقتلوا 5 موظفين أو متعاقدين غير أمريكيين في القنصلية، وقامت قوات الأمن العام بقتل 3 منهم و أصيب إثنين منهم و تم إعتقالهم.

### الانهيار والنهاية

#### مقتل المقرن وانهيار القاعدة
وجهت قوات الأمن العام ضربتين قاضيتين إلى تنظيم القاعدة، الأولى في 18 يونيو 2004، عندما قتلت الزعيم الثالث لتنظيم القاعدة في السعودية عبد العزيز المقرن وساعده الأيمن فيصل الدخيل، وكذلك تركي المطيري وإبراهيم الدريهم، وذلك أثناء رصد وجودهما في إحدى محطات الوقود في حي الملز وسط الرياض، كما تم القبض على 12 ممن يشتبه بأن لهم صلة بتلك الحوادث. وكان عبد العزيز المقرن آخر زعماء تنظيم القاعدة مهارة وكفاءة، وبموته إنهار تنظيم القاعدة، وجميع الزعماء الذين أتوا بعده عجزوا عن المحافظة على كيان التنظيم، أو إعادة بنائه. والثانية عندما داهمت قوات الأمن العام في 20 يوليو 2004، منزلًا في الرياض إتضح أنه مقر تنظيم القاعدة الفعلي ومركز انتاجه الإعلامي. وعثرت قوات الأمن العام في النزل على وثائق وحواسيب وأشرطة فيديو، ومكنت هذه المعثورات المحققين من تعقب أغلب بقايا شبكة تنظيم القاعدة في السعودية، وقصم هذا الاكتشاف ظهر تنظيم القاعدة في السعودية. ورجحت بعدها كفة القوات الأمنية السعودية على تنظيم القاعدة والسبب يعود إلى المعلومات التي عُثر عليها في مقر تنظيم القاعدة، وإلى المعلومات التي حصل عليها المحققون من أعضاء تنظيم القاعدة المعتقلون في سجون الحكومة السعودية، ومكنت هذه المعلومات المؤسسات الأمنية من تحديد هويات عدد كبير من أعضاء التنظيم في أنحاء مناطق السعودية.
بدأ بعدها سقوط ماتبقى من أبرز أعضاء تنظيم القاعدة تدريجيًا في يد القوات الأمنية، وكان أولها عندما سلم ستة من المطلوبين أنفسهم إلى القوات الأمنية بعد أن أعلن الملك فهد بن عبد العزيز آل سعود مجددًا عن فتح باب العفو والرجوع للحق لكل من ارتكب جرما باسم الدين من أفراد تنظيم القاعدة، وحدد العفو الملكي الذي ألقاه ولي العهد آنذاك الأمير عبد الله بن عبد العزيز شهرا واحد من تاريخ إعلانه. ثم مقتل عيسى سعد العوشن، ومعجب أبو راس الدوسري. ثم قتل بعدها عبد الرحمن عبيد الله الحربي، ثم سلمه عبد الله بن عبد العزيز بن أحمد المقرن نفسة للقوات الأمنية، وقتل بعدها عبد المجيد المنيع أحد منظري القاعدة. ثم إعتقال 18 عضو من تنظيم القاعدة في الزلفي. ثم القبض على عبد العزيز الطويلعي العنزي المسؤول الإعلامي لتنظيم القاعدة في السعودية.

#### اشتباكات الرس ونهاية القاعدة
في مطلع ابريل من عام 2005 أبلغ أحد السكان المحليين في محافظة الرس قوات الامن العام، بعد أن لاحظ نشاطًا غريبًا في مزرعة مجاورة. وعندما حاولت قوات الامن العام تفتيش المزرعة في 3 أبريل وُوجِهًت بمقاومة مسلحة عنيفة في معركة دارت ثلاثة أيام، وكانت الأكثر دموية في حملة الحرب على القاعدة وقد عكست شراسة المعركة أهمية المكان، إذ كانت تختبئ فيه قيادة التنظيم بأكملها أو ما تبقى منها، وبعد أن أدركوا أنهم يمثلون المركز العصبي في التنظيم، قاتلوا حتى النهاية مستخدمين مخزن أسلحتهم الضخم. وعندما انتهت المعركة في 5 أبريل تبييّن أن 14 عضو في تنظيم القاعدة لقوا حتفهم منهم القائدان الكبيران: سعود حمود العتيبي زعيم تنظيم القاعدة في السعودية وعبدالكريم المجاطي، وأصيب خمسة بجروح وتكبدت قوات الامن العام أكثر من مئة إصابة، وشكلت حادثة الرس من الناحية الفعلية المسمار الأخير في نعش تنظيم القاعدة في السعودية ، إذ كان بحلول ذلك الوقت كان مصير المسلحين كافة المنتمين إلى شبكة يوسف العييري الأصلية إما القتل أو الإعتقال.

أصبح صالح العوفي زعيم تنظيم القاعدة بعد مقتل سعود حمود العتيبي إلا أن تنظيم القاعدة في عهده لم يقم بعمليات نوعية أو هجمات، ولم يستمر صالح العوفي طويلا في قيادة تنظيم القاعدة حيث قتل في 18 اغسطس 2005، في المدينة المنورة حيث قام بتفجير نفسه بعد أن حاصره رجال الأمن. ليخلفه في قيادة تنظيم القاعدة فهد الجوير الذي يعتبر آخر زعماء تنظيم القاعدة في السعودية. ولم تقم القاعدة في عهد فهد الجوير بهجمات أو عمليات ضخمة باستثناء عملية واحدة فاشلة حدثت في 24 فبراير من عام 2006، حيث قام انتحاريون باستهداف مصفاة بترولية في بقيق تابعة لشركة أرامكو في المنطقة الشرقية بالسعودية، حيث حاول مجموعة من الإرهابيين داخل سيارتين مفخختين مموهتين لشعار شركة أرامكو السعودية اقتحام بوابات شركة أرامكو السعودية والتي تقع بها مصافي ومعامل البترول وحينما ارتاب بهم رجال الأمن في البوابات والجهات الأمنية المتواجدة في الموقع أوقفوهم وتبادلوا معهم اطلاق النار بشكل كثيف الأمر الذي أدى إلى انفجار إحدى السيارتين وتأثر إحدى «الغلايات» الخاصة بالمصافي. لم يستمر فهد الجوير طويلًا في منصبة حيث أنه قتل في اشتباكات مع الأمن في شرق العاصمة الرياض في 28 فبراير 2006.
وأعلنت وزارة الداخلية، عن قائمة جديدة تضم 36 مطلوبا أمنيا، منهم 15 مطلوبا داخل السعودية و21 في الخارج. وبعد أربعة أيام، سلم المطلوب رقم 29 من القائمة الجديدة نفسه, وهو: فايز إبراهيم أيوب.
واستمرت قوات الامن العام بعمليات الدهم وكان أبرزها مداهمة منزل بحي المباركية بالخبر وفيه قتل جميع أعضاء الخلية، واستغرقت 3 أيام بسبب محاولة قوات الامن العام القبض عليهم أحياء، وقتل في تلك الحادثة 9 أعضاء من تنظيم القاعدة. وتنفيذ عمليتي دهم متزامنتين لمنزلين في حي الروضة شرق الرياض، أمكن خلالهما قتل يونس محمد الحياري، والقبض على ثلاثة مطلوبين أمنيا، أحدهم مصاب والآخران استسلما لرجال الأمن من دون أي مقاومة. وعثرت الشرطة في 21 أبريل على سيارة مليئة بالأسلحة، وخرائط لمنشآت حيوية في المنطقة الشرقية، وفي 23 يونيو داهمت الشرطة شقة في يختبئ فيها أعضاء من تنظيم القاعدة حيث كانوا يخططون لاستهداف مؤسسة أمنية،. وفي عام 2007، أعلنت وزارة الداخلية إن 701 شخص تم إيقافهم بسبب شكوك في انتمائهم إلى تنظيم القاعدة، ولكن 181 منهم تم إطلاق سراحهم لعدم وجود أدلة تدينهم، و520 معتقلا ما زالوا قابعين في السجون لحين النظر في التهم الموجهة اليهم، وأن عددا منهم متهم بالتخطيط لتنفيذ أعمال إجرامية وشن هجمات على المنشآت النفطية والإقتصادية بالسعودية.

#### الإندماج مع تنظيم القاعدة في اليمن
بعد تشديد الحكومة السعودية ملاحقة عناصر تنظيم القاعدة داخل الأراضي السعودية، أعلن تنظيم القاعدة في نهاية 2008، أنه فشل في حربه ضد المؤسسات الأمنية السعودية وطالب أتباعه بالتوجه إلى اليمن لتفادي الاعتقال من قبل المؤسسات الأمنية السعودية، حتى لا يختفي تنظيم القاعدة. وبذلك انضم تنظيم القاعدة الفرع السعودي إلى الفرع اليمني ليكون الاندماج في يناير 2009 وكان نتيجة الاندماج تشكيل تنظيم القاعدة في جزيرة العرب. وتم تنصيب ناصر الوحيشي قائد لتنظيم القاعدة في جزيرة العرب
وكانت أول عمليات تنظيم القاعدة في جزيرة العرب بعد الإندماج، محاولة إغتيال الأمير محمد بن نايف بن عبد العزيز آل سعود مساعد وزير الداخلية آنذاك. حيث أدعى الإنتحاري عبدالله حسن عسيري أنه يريد تسليم نفسه للأمير محمد بن نايف شخصيا في قصره بمدينة جدة أثناء إستقباله المهنئين بدخول شهر رمضان، وقام بإخفاء القنبلة داخل جسده وبالتحديد داخل فتحة الشرج وانفجرت القنبلة عن بعد عن طريق هاتف محمول من اليمن.

## أعضاء تنظيم القاعدة
|  | يوسف العييري               | الزعيم الأول لتنظيم القاعدة في السعودية          | - مؤسس تنظيم القاعدة في السعودية - قتل في 2 يونيو 2003                   |
|  | خالد الحاج                 | الزعيم الثاني لتنظيم القاعدة في السعودية         | - قتل في 15 مارس 2004                                                    |
|  | عبد العزيز المقرن          | الزعيم الثالث لتنظيم القاعدة في السعودية         | - قتل في 18 يونيو 2004                                                   |
|  | سعود حمود العتيبي          | الزعيم الرابع لتنظيم القاعدة في السعودية         | - قتل في 3 أبريل 2005                                                    |
|  | صالح العوفي                | الزعيم الخامس لتنظيم القاعدة في السعودية         | - قتل في 18 أغسطس 2005                                                   |
|  | فهد الجوير                 | الزعيم السادس والآخير لتنظيم القاعدة في السعودية | - قتل في 28 فبراير 2006، في الرياض                                       |
|  | سلطان جبران سلطان القحطاني | قائد خلية                                        | - قتل في 23 سبتمبر 2003، في جازان                                        |
|  | عبد العزيز الطويلعي العنزي | المسؤول الإعلامي لتنظيم القاعدة في السعودية      | - قبض عليه في منتصف 2005، وحكم عليه بالإعدام ونفذ الحكم في 2 يناير 2016. |
|  | فارس آل شويل               | مُنَظِّر لتنظيم القاعدة في السعودية                  | - قبض عليه في أغسطس 2004، وحكم عليه بالإعدام ونفذ الحكم في 2 يناير 2016. |
|  | خالد الجهني                | أحد منفذي تفجيرات الرياض                         | - قتل في 12 مايو 2003، في الرياض                                         |
|  | رائد الحربي                | أحد المطلوبين للمباحث العامة                     | - قتل في 18 أكتوبر 2009، بالقرب من حدود السعودية مع اليمن                |

## إعلام تنظيم القاعدة

### صوت الجهاد
مجلة صوت الجهاد هي مجلة نصف شهرية وتمثل إحدى الدوريات الصادرة عن الجبهة الإعلامية الإسلامية العالمية، ومصنفة تحت نطاق مجلة جهادية. كانت تتحدث باسم تنظيم القاعدة في السعودية وتنشر أفكاره أسسها عيسى بن سعد آل عوشن، وتسلم رئاسة تحريرها والإشراف عليها حتى قتل في مداهمة أمنية قام بها قوات الأمن العام في حي الملك فهد في العاصمة الرياض عام 2004. كانت أول منشور إلكتروني يحتوي تعليمات لاستخدام الأسلحة الخفيفة والثقيلة، مع تعليمات لإجراء بعض التمارين الرياضية, والطب العسكري في حال إصابة أحد أفراد التنظيم، مما يمكن أعضاء تنظيم القاعدة من القيام بتطبيب بعضهم البعض دون الحاجة إلى مراجعة المستشفيات والمراكز الصحية. وكان معجب الدوسري وعيسى بن سعد آل عوشن من أوائل المشرفين على تحرير هذه المجلة، واللذان لقيا حتفهما في مواجهة مع رجال الأمن في 20 يوليو 2004.
بعد مقتل يوسف العييري وعيسى بن سعد آل عوشن ومعجب الدوسري، خف النشاط الإعلامي لتنظيم القاعدة عبر مجلة صوت الجهاد، حتى عاودت المجلة الصدور تحت إشراف عبد العزيز الطويلعي العنزي، والعنزي عرف بأنه وزير إعلام القاعدة لنشاطه الإعلامي الإلكتروني تحت معرف «أخو من طاع الله»، وهو أحد الشخصيات التي دخلت معها حملة السكينة في حوارات ومساجلات.
وبثت مجلة صوت الجهاد مقتطفات من كتاب «العراق وغزو الصليب»، وفصل قصير تحت عنوان «عصام القمري ومعركة الجمالية» من كتاب «فرسان تحت راية النبي» لمؤلفه الدكتور أيمن الظواهري. وكانت النشرة تحوي لقاءات ومقابلات مع أعضاء تنظيم القاعدة، مع نشر بيانات وتفصيلات للعمليات الإرهابية بعد وقوعها، وتُعد منظراً شرعياً وصوتاً إخبارياً للتنظيم. ومعظم أعداد نشرات صوت الجهاد يعرض مقابلات مع بعض المطلوبين، وتجد في المقابلات أحاديثهم عن مخططاتهم ومشاركاتهم في العمليات الإرهابية في السعودية. كما يعلنون في مقابلاتهم مواقفهم من الحكومة السعودية والتي غالباً ما تكون معارضة له.
يعتبر سعود حمود عبيد القطيني العتيبي. زعيم تنظيم القاعدة وأحد منظري التنظيم، وهو كثير المشاركة في مجلة صوت الجهاد. حيث انه مسؤول عن إعداد التقارير والبيانات الصحافية الخاصة بالتنظيم، حيث أوكلت له مهمة إدارة المعركة الإعلامية، وأبو عزام الأنصاري وهو مصري الجنسية هو مسؤول تحرير مجلة صوت الجهاد، اعتقلته الحكومة السعودية في يونيو 2007 في المدينة المنورة.

### معسكر البتار
مجلة عسكرية خالصة، صدرت عن تنظيم القاعدة في السعودية، تعمل على تقديم دورات عسكرية في التعامل مع الأسلحة وأساليب تنفيذ العمليات بكل أنواعها، وتهتم أيضا بتأسيس الخلايا الميدانية ونشر معلومات وتقارير من أبرز التكتيكات العسكرية وتنفيذ العمليات الميدانية من دون الاعتماد على وجود قائد عسكري ميداني وهذه المجلة تم إصدارها لبعد استراتيجي وهي تدريب الأجيال القادمة والمتعاطفين الجدد على المواجهة ومواصلة العمل الإرهابي. أسسها أول قائد للتنظيم في السعودية وهو يوسف العييري، وتم إختيار اسم المجلة “البتار” من لقب يوسف العييري.

### الخنساء
هي مجلة إلكترونية شهرية مخصصة للنساء أطلق عليها اسم الخنساء، وتصدر عن المكتب الاعلامي النسوي بجزيرة العرب. أطلقها تنظيم القاعدة في السعودية في عام 2004، لتكون ذراعه في التعامل مع النساء المؤيدات أو المنخرطات في أنشظة تنظيم القاعدة. والهدف الأساسي للمجلة هو إرشاد النساء إلى كيفية الجمع بين الجهاد بالقتال وممارسة الحياة اليومية كامرأة. ومشرفة المجلة هي أم أسامة، وهي سيدة مصرية اعتقلتها الحكومة السعودية لنشاطها في الذراع الإعلامية النسائية للتنظيم، واعترفت بأنها مسؤولة تحرير المجلة. ولم يصدر من المجلة أكثر من عددين.

## نتائج الحرب على القاعدة في السعودية

### مركز المناصحة
قام مساعد وزير الداخلية الأمير محمد بن نايف بضرورة انطلاق برامج المناصحة، في 19 يونيو 2004، وضع الأسس العلمية والعملية للجان المناصحة لمعالجة الفكر المتطرف لدى الموقوفين بناء على مخرجات دراستين عمليتين أمنيتين لظاهرة الإرهاب، وقد بدأ العمل فعلياً بتاريخ 25 نوفمبر 2004، تحت إشراف ودعم مباشر من وزارة الداخلية. ثم صدرت بتاريخ 11 نوفمبر 2006، توجيهات مساعد وزير الداخلية الأمير محمد بن نايف بتأسيس مركز محمد بن نايف للمناصحة والرعاية إلى جانب لجان المناصحة، لينطلق نشاط المركز بداية عام 2007. في عام 2009، صدر أمر من مساعد وزير الداخلية الأمير محمد بن نايف بإجراء دراسة علمية لتقويم مناشط المركز، وعلى ضوء نتائج تلك الدراسة تم  في بداية عام 2010، رفع مستوى المركز إلى إدارة عامة بمسمى الإدارة العامة لمركز محمد بن نايف للمناصحة والرعاية ووضعت اللوائح المنظمة لأنشطته والخارطة التنظيمية وفق الأسس العلمية والإدارية الحديثة، وجرى الانتقال بأنشطة المركز إلى العمل المؤسسي الذي يواكب ظروف ومتطلبات المرحلة وانطلق كمؤسسة إصلاحية، إنسانية متخصصة في تصحيح المفاهيم وإعادة التأهيل والدمج الاجتماعي.

## أسباب فشل القاعدة في السعودية

### تدابير الحكومة السعودية
بعد تفجيرات الرياض سخرت الحكومة السعودية كل مواردها لمحاربة تنظيم القاعدة. وقد بلغت ميزانية وزارة الداخلية الإجمالية 8،5 مليار دولار في عام 2004، ثم زادت في عام 2005 إلى 10 مليار دولار، وفي عام 2006 زادت الميزانية إلى 12 مليار دولار، ومن الناحية العملية أعطيت وزارة الداخلية ميزانية مفتوحة، لتجنيد العناصر وشراء المعدات وتشييد منشآت رفيعة المستوى وبناء نظم مراقبة إلكترونية متقدمة جدًا. وأخضعت القوات الخاصة التابعة لوزارة الداخلية مثل قوات الطوارئ الخاصة وقوات الأمن الخاصة لتدريبات مكثفة، بمساعدة كبيرة من حلفاء السعودية مثل الولايات المتحدة، وبريطانيا.
لم تتعامل الحكومة السعودية مع تنظيم القاعدة في السعودية بالشدة أو بالقوة المفرطة، بل كان استخادم الحكومة السعودية للقوة محسوبًا ونسبيًا مقارنة بطريقة تعامل الدول العربية الأخرى مع الإسلاميين المسلحيين، بل أن تعامل السعودية مع تنظيم القاعدة باللين جعلها تتعرض للإنتقاد من قبل المحللين الأجانب والعرب، بل أن الكثير من المحللين لام الحكومة السعودية على عدم لجوئها إلى تدابير قمعية وإستخادم القوة المفرطة على شاكلة التدابير المصرية. ولكن تعامل الحكومة السعودية المنضبط والمتنوع لجهود القضاء على تنظيم القاعدة هو الذي جعلها حملتها ناجحة للغاية.
ومن الأساليب التي إستخدمتها الحكومة السعودية للقضاء على تنظيم القاعدة باللين، هو: الحد من الموارد المتاحة لتنظيم القاعدة سواء كانت مالية أو أسلحة، من خلال إتخاذ تدابير صارمة للقضاء على سوق الأسلحة الغير شرعي، بالإضافة إلى ضبط الحدود لتقليل تدفق الأسلحة والمتفجرات من الخارج وخاصة من اليمن. ومراقبة الأموال التابعة للجهات والمنظمات الخيرية، أدت هذه التدابير التي اقترنت بعمليات الدهم لمخابئ الأسلحة لتنظيم القاعدة للقضاء على موارد لتنظيم القاعدة ببطئ حتى إنتهت بشكل كامل.
أيضا أعطت الحكومة السعودية العديد من الخيارات لأعضاء تنظيم القاعدة للإستلام، فقامت الحكومة السعودية بإنشاء قنوات اتصال وأرقام لتسليم أعضاء تنظيم القاعدة أنفسهم، وأعلان عن عفو لمن يقوم بتسليم نفسه عدة مرات، كما أطلقت مبادرات شبة رسمية شارك في شيوخ إسلاميون مؤثرون، مثل: سفر الحوالي الذي كان له دور في تسليم بعض المطلوبين أنفسهم، كما تمت مناصحات شهيرة منه شخصياً لأعضاء تنظيم القاعدة بأن يستعيدوا وعيهم وأن لا يأخذهم الحماس.
 كما قامت الحكومة السعودية بالتوقف عن تعذيب السجناء واعتمدت على قدر كبير من الشفافية في معاملة السجناء للرد على مزاعم تنظيم القاعدة حول تعذيب السجناء، ومن أجل اثبات توقف السعودية عن تعذيب السجناء قامت الحكومة السعودية باختيار 10 من رجال الدين الذين انتقدوا نظام السجون في السعودية ولكم يكونوا على صلة نسبيًا بالنظام السعودي، لزيارة السجون والتفاعل مع السجناء، وكذب رجال الدين بعد زيارة السجون مزاعم تنظيم القاعدة حول التعذيب والانتهاكات في السجون.

ونظمت وزارة التعليم محاضرات وبرامج في جميع مدارس السعودية عن التطرف والإرهاب، ونشرت كتب ومواد توزع على الطلبة وآباء الطلبة لتنويرهم. وتنظيم محاضرات ومسابقات في الكتابة والفن حول تآثير الإرهاب، وتسعى برامج وزارة التعليم تثقيف التلاميذ حول الإرهاب وتعزيز الروح الوطنية. وقامت وزارة التعليم بمنع مسؤولي الحلقات الدراسية المتطوعين من ذوي الخلفيات المشكوك فيها، من المشاركة في المعسكرات الصيفية للحيلولة دون نشر أفكار التطرف.
كما أطلقت الحكومة السعودية برنامجًا لإعادة تثقيف السجناء عرف باسم مركز الأمير محمد بن نايف للمناصحة الذي يهدف لنبذ التطرف وإعادة دمج أعضاء تنظيم القاعدة في المجتمع. وكان لهذه التدابير تأثير قوي لكبح محاولة التجنيد الجديدة ولتلافي جنوح السجناء إلى مزيد من التشدد والعود إلى التنظيم من جديد.

### الحملات الدعائية
أطلقت الحكومة السعودية حملة دعائية واسعة لاستمالة الشعب عاملة والوسط الإسلامي خاصة. واستخدمت الحكومة السعودية وسائيل الإعلام، والقطاع الديني الرسمي، والنظام التعليمي، لنقل رسالة واحد وهي ان تنظيم القاعدة إرهابيون عازمون على قتل المسلمين وإشاعة الفوضى. واستغلت الحكومة السعودية تفجيرات مجمع المحيا، وتفجير الوشم، وتفجير وزارة الداخلية وقوات الطوارئ الخاصة، وإستهداف رجال الأمن، ضد القاعدة في محاولة لتكذيب مزاعم القاعدة. وعرضت صور للأطفال والنساء والرجال المسلمين الجرحى على الصفحات الأولى في الجرائد السعودية والتي ساهمت في قلب الرأي العام المحلّي على تنظيم القاعدة بشكل كبير، بل إمتد التأثير إلى خارج السعودية إذ انتقدت التنظيمات الإسلامية في الخارج منها حماس والجماعة الإسلامية المصرية تنظيم القاعدة في السعودية. وصف البعض الحملة الإعلامية بـ«السوداء» أي الملفقة لتشويه صورة القاعدة وإشاعة خطط ومؤامرات غير صحيحة حول القاعدة، مثل: إحباط مخطط للقاعدة للتفجير في مكة. أو تفخيخ نسخًا من القرآن لتفجير في موسم الحج.
ووضعت الحكومة السعودية لافتات ولوحات في أنحاء السعودية تركز على شرور الإرهاب. ولفتت اللوحات، التي علقت في الطرق الرئيسة، الأنظار إلى المذابح التي سببتها الهجمات وحملت شعارات مثل: «ديننا يرفض اإلرهاب»، و«كلنا يقول لا للإرهاب». وكانت صور الفظائع تجاور صور المؤمنين وهم يصلون داخل المسجد الحرام، بالإضافة إلى صور التقطت من مواقع بعض الهجمات وصور أخرى لحطام السيارات المفخخة كتب فوقها:«هل هذه هي أفعال أبناء أمتنا؟»، وكانت بعض اللوحات تهدف إلى تعزيز التعاون بين الشرطة وبين الجمهور.
كذلك عرضت الحكومة السعودية المسلحين التائبين والمنشقين من القاعدة على التلفزيون للإعتراف باخطائهم، وكيفية وقوعهم في التنظيم، كذلك انتقاد القاعدة. فظهر الشيخ علي بن خضير الخضير، والشيخ ناصر الفهد، والشيخ أحمد الخالدي في برنامج عرف باسم «من داخل الخلية».
وبسبب الحملة الدعائية للحكومة السعودية تناقصت أعداد المتعاطفين مع تنظيم القاعدة بينما زاد عدد المستعدين للتعاون مع قوات الأمن العام ضد القاعدة، وبسببها أعيقت حركة أعضاء تنظيم القاعدة، وقلة فرص حصولهم على المال والمخابئ، وأصبح تنظيم القاعدة غير قادر على تجنيد الأعضاء مما أدى بتنظيم القاعدة إلى إطلاق حملة في مجلة صوت الجهاد تناشد بالاستجابة إلى نداء الجهاد والإنضمام للقاعدة، ومن أبرز المنشادات قيام زعيم تنظيم القاعدة عبد العزيز المقرن بالطلب من المجاهدين القدامى في أفغانستان بالإنضمام للقاعدة، وناشد عيسى العوشن أصدقائه في المراكز الصيفية للإنضمام إلى القاعدة، وناشد زعيم تنظيم القاعدة فهد الجوير سكان محافظة الزلفي بالانضمام للقاعدة، وناشد أيضا عبد الله البهلال سكان محافظة الزلفي للجهاد ضد الحكومة السعودية،  وناشد محمد السالم سكان دولة الكويت بالانضمام إلى القاعدة في السعودية، وبعد فشل القاعدة بتجنديد الرجال، ناشد تنظيم القاعدة النساء بالانضمام لتنظيم القاعدة.

### فقدان الشرعية الدينية
بعد اعتقال الحكومة السعودية للشيوخ المتطرفين والذين كانوا متميزين فكريًا ومؤثرين في الوسط الإسلامي أثناء حملتها للقضاء على تنظيم القاعدة، حُرم تنظيم القاعدة من مصدر تشريعي حيوي. وجميع شيوخ أو منظرين تنظيم القاعدة حينها، مثل: فارس الزهراني، وعبد الله الرشود كانوا مغمورين وغير متميزين فكريًا، ولم يكن لهم تأثير قوي في الوسط الإسلامي. لذلك أدرك قادة تنظيم القاعدة أنهم بحاجة إلى مساندة أكبر من الشيوخ المؤثرين، مثل: سفر الحوالي، وناصر العمر وغيرهم، فكتبوا العديد من الرسائل إلى العديد من الشيوخ إلا أنها فشلت لأن جميع الشيوخ رفضوا مساندتهم أو مؤازرتهم. بالإضافة إلى ان شيوخ الصحوة رفضوا مؤازرة القاعدة بسبب رفضهم لأساليب العنف، كذلك إقترابهم للنظام السعودي بعد خروجهم من السجن في آواخر التسعينات.

### الجهاد في العراق
جذب العراق في عام 2003، الجهاديين من أنحاء العالم بسبب احتلال دولة غير مسلمة لأرض إسلامية. وأعتبر على نطاق واسع في صفوف الإسلاميين بأنه عمل عدواني غير مبرر. وقام الشيوخ حول العالم وخاصة الشيوخ المؤثرين في الوسط الإسلامي في السعودية بدعم الجهاد في العراق. ورأى الشيوخ أنه لاجهاد مُقدَّم على الجهاد في العراق. وبدأو الشيوخ بتعبئة الشباب المسلمين للقتال في العراق. وتوجيه الموارد المالية وغيرها للمجاهدين في العراق. وطُلِب من تنظيم القاعدة في السعودية التوجه للقتال في العراق. إلا انه قوبل بالرفض من قبل تنظيم القاعدة في السعودية حيث أنهم فضلوا البقاء والقتال في السعودية وبرروا ذلك بان السعودية إحدى جبهات الجهاد ضد الغير مسلمين، بالإضافة إلى ان الجهاد في السعودية لا يتعارض مع الجهاد في العراق، كذلك ان المجاهدين السعوديين يجب ان يقاتلوا الغير مسلمين الاقرب لهم وهم الموجودين في السعودية كذلك توجيه موارد السعوديين للتنظيم الاقرب لهم وهم تنظيم القاعدة في السعودية. فحدث إصطدام وخلاف بين القاعدة في السعودية وبين تنظيم القاعدة الأم والتنظيمات الجهادية الأخرى.
فتعرض تنظيم القاعدة إلى العديد من الانتقادات من قبل المجاهدين والشيوخ المحضرمين، مثل: أبو عمر السيف، الذي رأى أن تنظيم القاعدة في السعودية صرف الانتباء والموارد بعيدًا عن الجهاد الحقيقي الموجود في العراق. وقام تنظيم القاعدة في السعودية بالرد على هذه الانتقادات بنشر مقالات في مجلة صوت الجهاد في محاوله منه لتبرير مشروعية الجهاد في السعودية. ورجحت كفة أنصار الجهاد في العراق على كفة تنظيم القاعدة في السعودية.
كانت نتيجة الخلاف انصمام العديد من أعضاء القاعدة في السعودية إلى المجاهدين في العراق. وانقطاع التجنيد والدعم المالي عن تنظيم القاعدة في السعودية

### مواقع
1. ↑  "دراسة حول العمليات الإرهابية في السعودية - السكينة". www.assakina.com. مؤرشف من الأصل في 2018-10-18. اطلع عليه بتاريخ 2018-01-14.
2. ↑  "أبرز العمليات الإرهابية في السعودية - السكينة". www.assakina.com. مؤرشف من الأصل في 2018-09-27. اطلع عليه بتاريخ 2018-01-14.
3. ↑  "11 ألفا ( مُجمل ) موقوفوا القاعدة في السعودية - السكينة". www.assakina.com. مؤرشف من الأصل في 2018-10-12. اطلع عليه بتاريخ 2018-01-14.
4. ↑  - تنظيم القاعدة في السعودية نشأته و نهايته - موقع السكينة - 9 - اغسطس - 2014 نسخة محفوظة 31 مايو 2017 على موقع واي باك مشين.
5. ↑  - مقطع فيديو للاحتجاجات - من الأرشيف وللتاريخ: شريط إنتفاضة بريدة عام 1415 هـ - 1994 م موقع اليوتيوب - 19 - اغسطس - 2011 نسخة محفوظة 22 أغسطس 2011 على موقع واي باك مشين.
6. ↑  مقابلة أجراها توماس هيغهامر مؤلف كتاب الجهاد في السعودية: قصة تنظيم القاعدة في جزيرة العرب مع إسلامي سعودي رفض الكشف عن هويته.
7. ↑  "مجهولون يفتحون النار على رجل أمن سعودي أمام منزله ويردونه قتيلا, أخبــــــار". archive.aawsat.com. مؤرشف من الأصل في 2018-03-03. اطلع عليه بتاريخ 2018-02-06.
8. ↑  بيان لجنة الدفاع عن الحقوق الشرعية رقم (39): "كيف مات الحضيف".
9. ↑  بيان لجنة الدفاع عن الحقوق الشرعية رقم (38): "السلطة تفتح باب الدم أول شهيد في مسيرة الإصلاح."
10. ↑  "عبد العزيز المقرن: كيف تحول من حارس مرمى إلى حارس موت؟, أخبــــــار". archive.aawsat.com. مؤرشف من الأصل في 2018-03-03. اطلع عليه بتاريخ 2018-02-06.
11. ↑  "CNN - Car bomb destroyed military building - Nov. 13, 1995". 5 مارس 2016. مؤرشف من الأصل في 2020-09-10. اطلع عليه بتاريخ 2018-02-06.{{استشهاد ويب}}:  صيانة الاستشهاد: BOT: original URL status unknown (link)
12. ↑  "خبراء: مقتل أبي الليث الليبي أهم ضربة ضد «القاعدة» منذ اعتقال خالد شيخ محمد, أخبــــــار". archive.aawsat.com. مؤرشف من الأصل في 2018-03-03. اطلع عليه بتاريخ 2018-02-07.
13. ↑  الفرار من سجن الرويس، الشيخ أبو الليث الليبي القاسمي، منبر التوحيد والجهاد. نسخة محفوظة 03 مارس 2018 على موقع واي باك مشين.
14. ↑  "وجوب استنقاذ المستضعفين من سجون الطواغيت والمرتدين". Scribd (بالإنجليزية). Archived from the original on 2020-03-13. Retrieved 2018-02-07.
15. ↑  "The long reach and ambitions of al-Qaida". msnbc.com (بالإنجليزية). 30 Apr 2007. Archived from the original on 2018-03-03. Retrieved 2018-02-07.
16. ↑  Solomon Ibid, Strategy for Eliminating the Threat from the Jihadist Networks of al Qida: Status and Prospects, National Security Council Memo. نسخة محفوظة 14 ديسمبر 2017 على موقع واي باك مشين.
17. ↑  أخبار وشاهدات، مجلة صوت الجهاد. [وصلة مكسورة] نسخة محفوظة 14 أبريل 2020 على موقع واي باك مشين.
18. ↑  ثرثرة خارج نظام العالم! قصة المجاهدين العرب في أفعانستان نسخة محفوظة 04 مارس 2018 على موقع واي باك مشين.
19. ↑  Abu Abdullah Biography. مؤرشف من الأصل في 2020-01-09.
20. ↑  "إدارة التوحش" (PDF). www.cia.gov. مؤرشف من الأصل (PDF) في 2017-12-08. اطلع عليه بتاريخ 2018-02-06.
21. 1 2  "لجنة هجمات 11/09" (PDF). 9-11commission.gov. مؤرشف من الأصل (PDF) في 2019-05-14. اطلع عليه بتاريخ 2018-02-06.
22. ↑  Letter from Abu Hudhayfah to Abu Abdallah
23. ↑  As-Sahab Media (1424)، East Riyadh's Martyrs Wills وصايا شهداء  شرق الرياض، مؤرشف من الأصل في 2020-01-09، اطلع عليه بتاريخ 2018-02-03
24. ↑  "أربعة انفجارات تهز الرياض .. وقتلى ومصابون في مجمعات   سكانها من الغربيين, أخبــــــار". archive.aawsat.com. مؤرشف من الأصل في 2018-03-03. اطلع عليه بتاريخ 2018-01-15.
25. ↑  "حادثة «الجزيرة» تكشف النقاب عن مخطط إرهابي استهدف البلاد ويقظة رجال الأمن تكبد المارقين خسائر فادحة, أخبــــــار". archive.aawsat.com. مؤرشف من الأصل في 2018-03-03. اطلع عليه بتاريخ 2018-01-15.
26. ↑  اليوم، صحيفة. "خلية اشبيلية.. بداية ثمار مكافحة الإرهاب وخروج قائمة الـ"19" وبعدها الـ "26"". www.alyaum.com. مؤرشف من الأصل في 2018-03-03. اطلع عليه بتاريخ 2018-01-15.
27. ↑  اليوم، صحيفة. "ثلاثة انفجارات في الرياض". www.alyaum.com. مؤرشف من الأصل في 2018-03-03. اطلع عليه بتاريخ 2018-01-15.
28. ↑  اليوم، صحيفة. "29 ضحية و194 مصابا في تفجيرات الرياض الإرهابية". www.alyaum.com. مؤرشف من الأصل في 2018-05-18. اطلع عليه بتاريخ 2018-01-15.
29. ↑  اليوم، صحيفة. "الأمير نايف يحذر من التعاطف مع الإرهابيين "ولا تقصير في أجهزة الأمن"". www.alyaum.com. مؤرشف من الأصل في 2018-03-03. اطلع عليه بتاريخ 2018-01-15.
30. ↑  وكالات, الرياض، الدار البيضاء- أبو إياد آل عسري،. "القبض على عناصر من «القاعدة»". صحيفة الوسط البحرينية (بar-AR). Archived from the original on 2018-03-03. Retrieved 2018-01-15.{{استشهاد بخبر}}:  صيانة الاستشهاد: لغة غير مدعومة (link)
31. ↑  "العثور على متفجرات وزنها 128 كلجم في أحد المنازل بالخرج". www.al-jazirah.com. مؤرشف من الأصل في 2018-03-03. اطلع عليه بتاريخ 2018-01-15.
32. ↑  "ص 6 سجل الإرهاب - صحيفة مكة". makkahnewspaper.com (بالإنجليزية). Archived from the original on 2020-01-09. Retrieved 2018-01-15.
33. ↑  "المدينة المنورة.. فصول قصة مع الإرهاب بدأت ولم تنته,". archive.aawsat.com. مؤرشف من الأصل في 2018-03-03. اطلع عليه بتاريخ 2018-01-15.
34. ↑  اليوم، صحيفة. "كميات كبيرة من الأسلحة والمواد الكيميائية والأجهزة التقنية ضمن المضبوطات". www.alyaum.com. مؤرشف من الأصل في 2018-03-03. اطلع عليه بتاريخ 2018-01-15.
35. ↑  تنظيم القاعة في جزيرة العرب. مجلة صوت الجهاد. مؤرشف من الأصل في 2020-01-09.
36. ↑  "الداخلية السعودية تكشف عن هوية المعتقلين في المدينة المنورة, الأولـــــى". archive.aawsat.com. مؤرشف من الأصل في 2018-03-03. اطلع عليه بتاريخ 2018-01-15.
37. ↑  Re-Reading al-Qaeda Writings of Yusuf al-Ayiri von Roel Meijer, ISIM Review 18, Herbst 2006 نسخة محفوظة 04 مارس 2016 على موقع واي باك مشين.
38. ↑  اليوم، صحيفة. "استشهاد جنديين واصابة 5 في اشتباك مع ارهابيين في حائل". www.alyaum.com. مؤرشف من الأصل في 2018-03-03. اطلع عليه بتاريخ 2018-01-15.
39. ↑  "28 حكماً بالإعدام لأخطر خلايا القاعدة في السعودية". www.alarabiya.net. مؤرشف من الأصل في 2018-03-03. اطلع عليه بتاريخ 2018-01-16.
40. ↑  "في رسالة من العييري لسيف العدل: تنظيمنا غير جاهز الآن للقيام بعمليات إرهابية". www.al-jazirah.com. مؤرشف من الأصل في 2018-03-03. اطلع عليه بتاريخ 2018-01-16.
41. ↑  "كونا :: السلطات السعودية تحقق مع 18 شخصا مشتبه بعلاقتهم بالارهاب تسلمتهم من السودان                                                                                                                                                                                07/06/2003". www.kuna.net.kw. مؤرشف من الأصل في 2018-03-03. اطلع عليه بتاريخ 2018-01-15.
42. ↑  اليوم، صحيفة. "استشهاد واصابة 11 في مداهمة مخبأ إرهابي بمكة المكرمة". www.alyaum.com. مؤرشف من الأصل في 2018-03-26. اطلع عليه بتاريخ 2018-01-15.
43. ↑  اليوم، صحيفة. "مداهمة شقة "العطاس" أجهضت عملا إرهابيا كان وشيكا في العاصمة المقدسة". www.alyaum.com. مؤرشف من الأصل في 2018-03-03. اطلع عليه بتاريخ 2018-01-15.
44. ↑  "السعودية تعلن انتهاء مهلة العفو عن المتورطين في عمليات ارهابية". البوابة. 22 يوليو 2004. مؤرشف من الأصل في 2020-01-10. اطلع عليه بتاريخ 2018-01-15.
45. ↑  "المغربية عايدة الصياد تقول لـ   «الشرق الاوسط» : تزوجت بعلي الفقعسي في دمشق وزوجي أقسم لي ببراءته وقال إنه لا يؤيد التعرض للأميركيين بالقتل أو الترويع, أخبــــــار". archive.aawsat.com. مؤرشف من الأصل في 2018-03-03. اطلع عليه بتاريخ 2018-01-15.
46. ↑  اليوم، صحيفة. "منصور فقيه يسلم نفسه". www.alyaum.com. مؤرشف من الأصل في 2018-03-03. اطلع عليه بتاريخ 2018-01-15.
47. ↑  اليوم، صحيفة. "المطلوب عبدالله عطية السلمي  يسلم نفسه للجهات الأمنية". www.alyaum.com. مؤرشف من الأصل في 2018-03-03. اطلع عليه بتاريخ 2018-01-15.
48. ↑  "أسرة المعتقل السعودي  ظافر الشهري: كان يختبئ  وهو مصاب برصاصتين في ظهره وأخوه اكتشف مكان اختبائه وأقنعه بتسليم نفسه, أخبــــــار". archive.aawsat.com. مؤرشف من الأصل في 2018-03-03. اطلع عليه بتاريخ 2018-01-15.
49. ↑  اليوم، صحيفة. "إلقاء القبض على المطلوب أمنيا ظافر الشهري". www.alyaum.com. مؤرشف من الأصل في 2018-03-03. اطلع عليه بتاريخ 2018-01-15.
50. ↑  اليوم، صحيفة. "مقتل "الدندني" المطلوب الرئيسي في أحداث الرياض". www.alyaum.com. مؤرشف من الأصل في 2018-03-26. اطلع عليه بتاريخ 2018-01-15.
51. ↑  اليوم، صحيفة. "آثار "11 سبتمبر" في إشعال فتيل الإرهاب بالمملكة". www.alyaum.com. مؤرشف من الأصل في 2018-03-03. اطلع عليه بتاريخ 2018-01-15.
52. ↑  "السعودية تعلن هويات قتلى مزرعة «غضي» في القصيم: بينهم أحمد الدخيل أحد المطلوبين في قائمة الـ19... وتشاديان, أخبــــــار". archive.aawsat.com. مؤرشف من الأصل في 2018-03-03. اطلع عليه بتاريخ 2018-01-15.
53. ↑  "كونا :: السلطات السعودية تحبط محاولة تفجير بشركة أسمنت القصيم                                                                                                                                                                                                      07/08/2003". www.kuna.net.kw. مؤرشف من الأصل في 2018-03-03. اطلع عليه بتاريخ 2018-01-15.
54. ↑  "15 حيا تجعل شرق العاصمة في مقدمة المواقع   التي شهدت أكثر الأحداث الأمنية,". archive.aawsat.com. مؤرشف من الأصل في 2018-03-03. اطلع عليه بتاريخ 2018-01-15.
55. ↑  "ص8 / سجل الإرهاب/ 2003 - صحيفة مكة". makkahnewspaper.com (بالإنجليزية). Archived from the original on 2018-03-03. Retrieved 2018-01-15.
56. ↑  "مقتل ثلاثة إرهابيين واستشهاد رجل أمن وأصابة أربعة في مداهمة جازان". www.al-jazirah.com. مؤرشف من الأصل في 2018-03-03. اطلع عليه بتاريخ 2018-01-15.
57. ↑  "أحداث البناية B7 في إسكان مستشفى الملك فهد في جازان: بقايا غاز مسيل للدموع ودماء جافة تشهد على خطورة الإرهاب, أخبــــــار". archive.aawsat.com. مؤرشف من الأصل في 2018-03-03. اطلع عليه بتاريخ 2018-01-15.
58. ↑  "السعودية: يوميات الإرهاب في ستة أشهر, أخبــــــار". archive.aawsat.com. مؤرشف من الأصل في 2018-03-03. اطلع عليه بتاريخ 2018-01-15.
59. ↑  "السعودية تسلمت من اليمن 8 مطلوبين  أبرزهم بندر بن عبد الرحمن الغامدي  المطلوب رقم 12 في خلية إشبيليا, أخبــــــار". archive.aawsat.com. مؤرشف من الأصل في 2018-03-03. اطلع عليه بتاريخ 2018-01-15.
60. ↑  اليوم، صحيفة. "حوادث الارهاب في المملكة". www.alyaum.com. مؤرشف من الأصل في 2018-03-03. اطلع عليه بتاريخ 2018-01-15.
61. ↑  الذيابي، جميل. INT/2004/8/22/الحياة-رصدت-المواجهات-الأمنية-مع-الجماعات-المتطرفة-في-مكة-المكرمة-المشاعر-المقدسة-لم-تسلم-من-شر-الارهاب.html ""الحياة" رصدت المواجهات الأمنية مع الجماعات المتطرفة في مكة المكرمة . المشاعر المقدسة لم تسلم من شر الارهاب". daharchives.alhayat.com. مؤرشف من الأصل في 2018-03-03. اطلع عليه بتاريخ 2018-01-15. {{استشهاد ويب}}: تحقق من قيمة |مسار أرشيف= (مساعدة)
62. ↑  اليوم، صحيفة. "أجهزة الأمن تحبط عملية إرهابية في مكة المكرمة". www.alyaum.com. مؤرشف من الأصل في 2018-05-18. اطلع عليه بتاريخ 2018-01-15.
63. ↑  - عملية مجمع المحيا - موقع السكينة - 9 - مارس 2014 نسخة محفوظة 23 أغسطس 2017 على موقع واي باك مشين.
64. ↑  اليوم، صحيفة. "الهجوم على مجمع المحيا يشبه هجوم 12 مايو الإرهابي على  مجمعات الرياض". www.alyaum.com. مؤرشف من الأصل في 2018-03-03. اطلع عليه بتاريخ 2018-01-15.
65. ↑  - الجزيرة تبث شريطا لمنفذي تفجير مجمع المحيا - الجزيرة نت - 6 - فبراير - 2004 نسخة محفوظة 04 مارس 2016 على موقع واي باك مشين.
66. ↑  "الوطن أون لاين ::: سجل أسود للإرهاب في جمع عشرات الملايين للتدمير والقتل وزعزعة الاستقرار". www.alwatan.com.sa (بالإنجليزية). Archived from the original on 2018-03-04. Retrieved 2018-01-15.
67. ↑  اليوم، صحيفة. "... وتآكلت قائمة الـ 26 ارهابيا". www.alyaum.com. مؤرشف من الأصل في 2018-03-03. اطلع عليه بتاريخ 2018-01-15.
68. ↑  نمر، سليمان. INT/2003/12/9/الحياة-تروي-تفاصيل-رصد-إبراهيم-الريس-وملاحقته-من-منزله-حتى-محطة-الوقود-السعودية-مقتل-مطلوب-على-قائمة-ال26-خلال.html ""الحياة" تروي تفاصيل رصد إبراهيم الريس وملاحقته من منزله حتى محطة الوقود . السعودية : مقتل مطلوب على قائمة الـ26 خلال اشتباك مع قوات الأمن في الرياض". daharchives.alhayat.com. مؤرشف من الأصل في 2018-03-03. اطلع عليه بتاريخ 2018-01-15. {{استشهاد ويب}}: تحقق من قيمة |مسار أرشيف= (مساعدة)
69. ↑  "إبراهيم الريس .. تكفيري يحرم الوظيفة الحكومية وتعليم المرأة, أخبــــــار". archive.aawsat.com. مؤرشف من الأصل في 2018-03-03. اطلع عليه بتاريخ 2018-01-15.
70. ↑  "«كتائب الحرمين» تابعة لتنظيم «القاعدة» .. وتأخر إعداد التسجيلات يثير تساؤلات حول مؤسسة «سحاب», أخبــــــار". archive.aawsat.com. مؤرشف من الأصل في 2018-03-03. اطلع عليه بتاريخ 2018-01-17.
71. ↑  "الهويريني.. من المباحث إلى قيادة أول رئاسة أمنية بالدولة". جريدة الرياض. مؤرشف من الأصل في 2018-03-03. اطلع عليه بتاريخ 2018-01-17.
72. ↑  الحسني, جدة - فهد (21 Jul 2017). "الهويريني.. قصة إخلاص يرويها ملف الإرهاب". Alrai (بالإنجليزية البريطانية). Archived from the original on 2018-03-03. Retrieved 2018-01-17.
73. ↑  "عاجل: انفجار جديد في الرياض" (بar-Ar). 30 Dec 2003. Archived from the original on 2018-03-03. Retrieved 2018-01-15.{{استشهاد بخبر}}:  صيانة الاستشهاد: لغة غير مدعومة (link)
74. ↑  "مقتل 4 من رجال الأمن السعوديين وضبط سيارتين مفخختين في مواجهات جديدة مع إرهابيين, أخبــــــار". archive.aawsat.com. مؤرشف من الأصل في 2018-03-03. اطلع عليه بتاريخ 2018-01-17.
75. ↑  "تنظيم سعودي يعلن مسؤوليته عن هجوم حي السلام" (بالإنجليزية البريطانية). 31 Dec 2003. Archived from the original on 2018-05-07. Retrieved 2018-05-07.
76. ↑  "كتائب الحرمين تتبنى محاولة اغتيال ضابط الامن السعودي". البوابة. 31 ديسمبر 2003. مؤرشف من الأصل في 2020-01-09. اطلع عليه بتاريخ 2018-05-07.
77. ↑  اليوم، صحيفة. "الإرهـابيـون عزلـوه حتى تعفن ومــات". www.alyaum.com. مؤرشف من الأصل في 2018-03-03. اطلع عليه بتاريخ 2018-01-15.
78. ↑  "اسرة عامر الشهري احد المطلوبين في قائمة الـ 26 تتسلم جثته بعد العثور عليه في قبر سري, أخبــــــار". archive.aawsat.com. مؤرشف من الأصل في 2018-03-03. اطلع عليه بتاريخ 2018-01-15.
79. ↑  "المزيني رفيق الحاج في حادثة النسيم انضم إلى التكفيريين منذ سن المراهقة, أخبــــــار". archive.aawsat.com. مؤرشف من الأصل في 2018-03-03. اطلع عليه بتاريخ 2018-01-16.
80. ↑  مقتل المطلوبين "حاج" و"المزيني" في مواجهة بالنسيم صحيفة اليوم، 16 مارس 2004. وصل لهذا المسار في 13 يناير 2016 نسخة محفوظة 04 يوليو 2017 على موقع واي باك مشين.
81. ↑  وثائقي العربية: أول فيديو لمقتل قائد القاعدة خالد الحاج العربية نت، وصل لهذا المسار في 13 يناير 2016 نسخة محفوظة 08 مارس 2016 على موقع واي باك مشين.
82. ↑  Saudi Arabia: National Security in a Troubled Region - Anthony H. Cordesman - Google Books. Books.google.com. مؤرشف من الأصل في 2018-12-26. اطلع عليه بتاريخ 2014-02-18.
83. ↑  اليوم، صحيفة. "عملية الروضة.. مقتل السهلي وإصابة عبدالله غلاب". www.alyaum.com. مؤرشف من الأصل في 2018-03-03. اطلع عليه بتاريخ 2018-01-17.
84. ↑  وكالات، الرياض -. "الصيخان والراشد.. هربا من الموت للموت". www.alarabiya.net. مؤرشف من الأصل في 2018-03-04. اطلع عليه بتاريخ 2018-01-17.
85. ↑  - كتائب الحرمين تتبنى تفجير الرياض - موقع الجزيرة نت - 22 - ابريل - 2004  نسخة محفوظة 19 أكتوبر 2017 على موقع واي باك مشين.
86. ↑  - "كتائب الحرمين" تابعة ل"تنظيم القاعدة" و تأخر إعداد التسجيلات يثير التساؤلاات حول "مؤسسة السحاب" - صحيفة الشرق الأوسط - 22 - يوليو - 2004 نسخة محفوظة 03 مارس 2018 على موقع واي باك مشين.
87. ↑  اليوم، صحيفة. "التعرف على القتلى الفضلي ومباركي والعنبري والقرشي وهم من المطلوبين". www.alyaum.com. مؤرشف من الأصل في 2018-03-03. اطلع عليه بتاريخ 2018-01-17.
88. ↑  سمان، محمد. INT/2004/4/24/الامن-السعودي-يسدد-ضربة-قوية-الى-العناصر-الارهابية-مقتل-5-مطلوبين-في-جدة-بينهم-4-من-قائمة-ال-26.html "الامن السعودي يسدد ضربة قوية الى العناصر الارهابية : مقتل 5 مطلوبين في جدة بينهم 4 من قائمة الـ 26". daharchives.alhayat.com. مؤرشف من الأصل في 2018-03-03. اطلع عليه بتاريخ 2018-01-17. {{استشهاد ويب}}: تحقق من قيمة |مسار أرشيف= (مساعدة)
89. ↑  اليوم، صحيفة. "وزارة الداخلية ومقر  "الطوارئ" في الرياض ينجوان من التدمير". www.alyaum.com. مؤرشف من الأصل في 2018-03-03. اطلع عليه بتاريخ 2018-01-20.
90. ↑  منفذوه سحبوا جثة أحد الضحايا بسيارتهم في الشوارع. نسخة محفوظة 30 مايو 2013 على موقع واي باك مشين.
91. ↑  INT/2004/5/23/مقتل-الماني-بالرصاص-في-الرياض-وكشف-مخبأ-لتجهيز-شاحنات-مفخخة.html "مقتل الماني بالرصاص في الرياض وكشف مخبأ لتجهيز شاحنات مفخخة". daharchives.alhayat.com. مؤرشف من الأصل في 2018-03-03. اطلع عليه بتاريخ 2018-01-19. {{استشهاد ويب}}: تحقق من قيمة |مسار أرشيف= (مساعدة)
92. ↑  "إطلاق النار على فريق بي بي سي في الرياض". بي بي سي عربي. 17 يونيو 2004. مؤرشف من الأصل في 9 مارس 2016. اطلع عليه بتاريخ نيسان 2013 م. {{استشهاد ويب}}: تحقق من التاريخ في: |تاريخ الوصول= (مساعدة)
93. ↑  "مقتل أميركي بالرصاص عند ادخال سيارته في مرآب منزله في حي الملز بالرياض, أخبــــــار". archive.aawsat.com. مؤرشف من الأصل في 2018-03-03. اطلع عليه بتاريخ 2018-01-19.
94. ↑  الحقباني، ناصر. KSA/2005/7/19/بعد-مرور-أكثر-من-عامين-على-بدءالسعودية-ملاحقة-الفئة-الضالة-المملكة-ماضية-في-مواجهة-الإرهاب-والمطلوبون-تحت-مر.html "بعد مرور أكثر من عامين على بدءالسعودية ملاحقة الفئة الضالة . المملكة ماضية في مواجهة الإرهاب ... والمطلوبون تحت مرمى النار 2 من 2". daharchives.alhayat.com. مؤرشف من الأصل في 2018-03-03. اطلع عليه بتاريخ 2018-01-19. {{استشهاد ويب}}: تحقق من قيمة |مسار أرشيف= (مساعدة)
95. ↑  "الرياض ترجح وقوف ارهابيين وراء مقتل الفرنسي بجدة". البوابة. 26 سبتمبر 2004. مؤرشف من الأصل في 2020-01-09. اطلع عليه بتاريخ 2018-01-20.
96. ↑  "واشنطن تسمح لدبلوماسييها بالعودة إلى السعودية اعتقال مطلوب في حائل و«القاعدة» تتبنى قتل الإيرلندي - القبس الإلكتروني". القبس الإلكتروني. مؤرشف من الأصل في 2018-08-26. اطلع عليه بتاريخ 2018-01-20.
97. ↑  Press، Associated (16 سبتمبر 2004). "Briton shot dead in Saudi is named". the Guardian. مؤرشف من الأصل في 2018-06-19. اطلع عليه بتاريخ 2018-01-20.
98. ↑  "تنظيم القاعدة ينحر الرهينة الاميركي جونسون". البوابة. 18 يونيو 2004. مؤرشف من الأصل في 2020-01-09. اطلع عليه بتاريخ 2018-01-19.
99. ↑  العربية.نت، الرياض -. "الإرهابيون يذبحون الأمريكي بول جونسون". www.alarabiya.net. مؤرشف من الأصل في 2018-03-03. اطلع عليه بتاريخ 2018-01-19.
100. ↑  اليوم، صحيفة. "الإرهابيون كانوا يعتزمون القيام بعمليات تفجير وشكية". www.alyaum.com. مؤرشف من الأصل في 2018-03-03. اطلع عليه بتاريخ 2018-01-19.
101. ↑  المنطقة الشرقية تغيب عن خريطة الإرهاب بعد عملية الخبر وظهر أبناؤها ضمن قتلى العراق. [وصلة مكسورة] نسخة محفوظة 19 مارس 2020 على موقع واي باك مشين.
102. ↑  "هجوم الخبر: هندي نجا بفضل مكالمة هاتفية وعراقي سأله المعتدون: هل أنت مسلم.. اعطنا الدليل؟, أخبــــــار". archive.aawsat.com. مؤرشف من الأصل في 2018-03-03. اطلع عليه بتاريخ 2018-01-19.
103. ↑  "مشاهد خاصة من اقتحام القنصلية الأميركية في #جدة". www.alarabiya.net. مؤرشف من الأصل في 2018-03-03. اطلع عليه بتاريخ 2018-01-20.
104. ↑  اليوم، صحيفة. "مقتل المقرن والدخيل والدريهم والمطيري في عملية الملز". www.alyaum.com. مؤرشف من الأصل في 2018-03-03. اطلع عليه بتاريخ 2018-01-16.
105. ↑  Adel، Ahmed. "الوطن العربي ـ بعد ساعات من قطع رأس الرهينة الأمريكي قوات الأمن السعودية تنجح في قتل زعيم القاعدة بالجزيرة العربية و3 من أعوانه وتعتقل12 آخرين تصميم سعودي علي ملاحقة الفئة الضالة .. وتنديد عربي بالحادث باعتباره منافيا لتعاليم الإسلام". www.ahram.org.eg. مؤرشف من الأصل في 2018-07-24. اطلع عليه بتاريخ 2018-01-16.
106. 1 2  مقابلة أجراها مؤلف كتاب الجهاد في السعودية توماس هيغهامر مع نواف عبيد، مقابلة أجراها مؤلف كتاب الجهاد في السعودية توماس هيغهامر مع سجين سعودي سابق علم بشأن المداهمة التي حدثت في 20 يوليو من فارس الزهراني منظر تنظيم القاعدة في السعودية مباشرة.
107. ↑  "العمري خذل من ساهم في إعادته لجادة الحق وساهم في تدريب الإرهابيين وجلب الأسلحة لهم". www.al-jazirah.com. مؤرشف من الأصل في 2018-03-03. اطلع عليه بتاريخ 2018-01-20.
108. ↑  اليوم، صحيفة. "مقتل الإرهابيين العوشن والدوسري.. واعتقال 5 آخرين". www.alyaum.com. مؤرشف من الأصل في 2018-05-20. اطلع عليه بتاريخ 2018-01-20.
109. ↑  الذيابي، جميل. INT/2004/8/22/الحياة-رصدت-المواجهات-الأمنية-مع-الجماعات-المتطرفة-في-مكة-المكرمة-المشاعر-المقدسة-لم-تسلم-من-شر-الارهاب.html ""الحياة" رصدت المواجهات الأمنية مع الجماعات المتطرفة في مكة المكرمة . المشاعر المقدسة لم تسلم من شر الارهاب". daharchives.alhayat.com. مؤرشف من الأصل في 2018-03-03. اطلع عليه بتاريخ 2018-01-20. {{استشهاد ويب}}: تحقق من قيمة |مسار أرشيف= (مساعدة)
110. ↑  اليوم، صحيفة. "استسلام المقرن أحد مدبري اعتداء  الخبر". www.alyaum.com. مؤرشف من الأصل في 2020-03-13. اطلع عليه بتاريخ 2018-01-20.
111. ↑  وكالات، الرياض -. "مقتل عبد المجيد المنيع أحد أهم منظري القاعدة في السعودية". www.alarabiya.net. مؤرشف من الأصل في 2015-11-20. اطلع عليه بتاريخ 2018-01-20.
112. ↑  "السعودية: اعتقال 18 إرهابيا بينهم أفغاني في الزلفي, الأولـــــى". archive.aawsat.com. مؤرشف من الأصل في 2018-03-03. اطلع عليه بتاريخ 2018-01-20.
113. ↑  العربية.نت، دبي-. "القصة الكاملة لسقوط "وزير إعلام" تنظيم القاعدة في السعودية". www.alarabiya.net. مؤرشف من الأصل في 2018-09-07. اطلع عليه بتاريخ 2018-01-20.
114. ↑  موقع صوت الجهاد في جزيرة العرب (2007-01). مجلة صوت الجهاد # العدد الثلاثون 2007. مؤرشف من الأصل في 14 أبريل 2020. {{استشهاد بكتاب}}: تحقق من التاريخ في: |تاريخ= (مساعدة)
115. ↑  العربية.نت، دبي –. "انتهاء مواجهات الرس بمقتل 14 من قادة القاعدة الخطرين واعتقال 5". www.alarabiya.net. مؤرشف من الأصل في 2016-01-05. اطلع عليه بتاريخ 2018-01-20.
116. ↑  "مواجهة الرس ثاني أطول مواجهة بين رجال الأمن والإرهابيين في السعودية, أخبــــــار". archive.aawsat.com. مؤرشف من الأصل في 2018-03-03. اطلع عليه بتاريخ 2018-01-20.
117. ↑  اليوم، صحيفة. "الداخلية: 21 قتيلا ومعتقلا في مواجهة الرس". www.alyaum.com. مؤرشف من الأصل في 2018-03-25. اطلع عليه بتاريخ 2018-01-20.
118. ↑  - صالح العوفي .. الجندي اللذي أصبح رابع قادة القاعدة في السعودية - دنيا الوطن - 19 - أغسطس - 2005 نسخة محفوظة 16 فبراير 2018 على موقع واي باك مشين.
119. ↑  العربية.نت، دبي -. "صالح العوفي..مقتله يوجه ضربة موجعة لتنظيم القاعدة في السعودية". www.alarabiya.net. مؤرشف من الأصل في 2018-03-03. اطلع عليه بتاريخ 2018-01-20.
120. ↑  "إحباط محاولة إرهابية استهدفت معامل بقيق النفطية". جريدة الرياض. مؤرشف من الأصل في 2018-03-03. اطلع عليه بتاريخ 2018-01-20.
121. ↑  - الرياض تؤكد مقتل زعيم القاعدة السعودية في إشتباكات - الجزيرة نت - 28 - فبراير - 2006 نسخة محفوظة 20 أبريل 2016 على موقع واي باك مشين.
122. ↑  "المطلوب فايز أيوب يسلّم نفسه للجهات الأمنية قادماً من الخارج". جريدة الرياض. مؤرشف من الأصل في 2018-03-03. اطلع عليه بتاريخ 2018-01-20.
123. ↑  الحقباني، ناصر. KSA/2005/9/9/خلية-المباركية-كانت-تقيم-في-الخرج-وتوقعات-بوجود-الفراج-في-الشرقية.html "خلية "المباركية" كانت تقيم في الخرج ... وتوقعات بوجود الفراج في الشرقية". daharchives.alhayat.com. مؤرشف من الأصل في 2018-03-03. اطلع عليه بتاريخ 2018-01-20. {{استشهاد ويب}}: تحقق من قيمة |مسار أرشيف= (مساعدة)
124. ↑  "بعد مقتل 9 إرهابيين.. خلية المباركية انتهت بعملية انتحارية, الأولـــــى". archive.aawsat.com. مؤرشف من الأصل في 2018-03-03. اطلع عليه بتاريخ 2018-01-20.
125. ↑  اليوم، صحيفة. "120 دقيقة تقتل "الحياري" المطلوب الأول على قائمة الـ36". www.alyaum.com. مؤرشف من الأصل في 2018-03-03. اطلع عليه بتاريخ 2018-01-20.
126. ↑  "«الشرق الأوسط» تكشف عن معلومات جديدة حول الحياري بعد مقتله أمس: كان يتحرك ببطاقة سعودية مزورة وأشهر   كناه أبو يحيى.. وفهد الفراج أهم شخص بعده,". archive.aawsat.com. مؤرشف من الأصل في 2018-03-03. اطلع عليه بتاريخ 2018-01-20.
127. ↑  "القبضة الأمنية تطال  520شخصاً باعوا أنفسهم لتجار الفتنة". جريدة الرياض. مؤرشف من الأصل في 2018-10-12. اطلع عليه بتاريخ 2018-01-20.
128. ↑  "السعودية تلقي القبض على 701 بتهمة الارهاب". RT Arabic (بar-AR). Archived from the original on 2018-06-19. Retrieved 2018-01-20.{{استشهاد بخبر}}:  صيانة الاستشهاد: لغة غير مدعومة (link)
129. ↑  "اندماج فرعي "القاعدة" في اليمن والسعودية تحت قيادة واحدة | نشوان نيوز". www.nashwannews.com. مؤرشف من الأصل في 2018-03-03. اطلع عليه بتاريخ 2018-01-20.
130. ↑  "اليمن.. مركز تنظيم القاعدة | مركز الروابط للدراسات الاستراتيجية والسياسية". rawabetcenter.com. مؤرشف من الأصل في 2018-06-19. اطلع عليه بتاريخ 2018-01-20.
131. ↑  Gregory D. Johnsen (9 نوفمبر 2007). "Al Qaeda's generational split". بوسطن غلوب. مؤرشف من الأصل في 2009-01-26. اطلع عليه بتاريخ 2009-01-26.{{استشهاد بخبر}}:  صيانة الاستشهاد: BOT: original URL status unknown (link)
132. ↑  
"2 tourists dead in attack in Yemen". انترناشيونال هيرالد تريبيون. 18 يناير 2008. مؤرشف من الأصل في 2008-01-21. اطلع عليه بتاريخ 2008-01-18.
133. ↑  Thomas Hegghammer (24 يناير 2009). "Saudi and Yemeni Branches of al-Qaida Unite". Jihadica. مؤرشف من الأصل في 2009-01-26. اطلع عليه بتاريخ 2009-01-26.{{استشهاد بخبر}}:  صيانة الاستشهاد: BOT: original URL status unknown (link)
134. ↑  - الكشف عن هوية منفذ تفجير جدة - الجزيرة نت - 30 - أغسطس - 2009 نسخة محفوظة 01 أغسطس 2018 على موقع واي باك مشين.
135. ↑  تنظيم القاعة في جزيرة العرب. مجلة صوت الجهاد العدد الاول. مؤرشف من الأصل في 2020-01-09.
136. ↑  "صوت الجهاد - السكينة". www.assakina.com. مؤرشف من الأصل في 2018-03-03. اطلع عليه بتاريخ 2018-01-22.
137. ↑  منتديات الفلوجة والشموخ الإسلامية. نشرة معسكر البتار العسكرية العدد الأول. مؤرشف من الأصل في 2010-11-13.
138. ↑  "مجلة معسكر البتار - السكينة". www.assakina.com. مؤرشف من الأصل في 2018-06-19. اطلع عليه بتاريخ 2018-01-22.
139. ↑  اليوم، صحيفة. "«مجلات نسائية» تروّج للفكر المتشدد". www.alyaum.com. مؤرشف من الأصل في 2018-03-03. اطلع عليه بتاريخ 2018-01-22.
140. ↑  "الخنساء: جهاد نسائي على طريقة القاعدة | دنيا الوطن". دنيا الوطن. مؤرشف من الأصل في 2018-03-04. اطلع عليه بتاريخ 2018-01-22.
141. ↑  "بين نيويورك والرياض - عبد الرحمن الراشد". archive.aawsat.com. مؤرشف من الأصل في 2018-03-03. اطلع عليه بتاريخ 2018-01-16.
142. ↑  "نشاة مركز الأمير محمد بن نايف للمناصحة". www.mncc.org.sa. مؤرشف من الأصل في 2018-03-03. اطلع عليه بتاريخ 2018-01-20.
143. ↑  Cordesman and Nawaf Obaid، Anthony. Saudi National Security: Military and Security Services-Challenges and Developments. Center for Strategic and International Studies. مؤرشف من يناير 2018 الأصل في 2020-01-10. {{استشهاد بكتاب}}: تحقق من قيمة |مسار= (مساعدة)
144. ↑  Joshua Teitelbaum (September 2005). Terrorist Challenges to Saudi Arabian Internal Security. Herzliya: Middle East Review of. International Affairs. نسخة محفوظة 04 أغسطس 2016 على موقع واي باك مشين.
145. ↑  "Remnants of al-Qaeda in Saudi Arabia: Current Assessment | SLIDEBLAST.COM". slideblast.com (بالإنجليزية). Archived from the original on 2018-03-03. Retrieved 2018-01-22.
146. ↑  "سفر  الحوالي.. الفقيه السياسي أم السياسي الفقيه؟!, أخبــــــار". archive.aawsat.com. مؤرشف من الأصل في 2018-03-03. اطلع عليه بتاريخ 2018-01-22.
147. 1 2  كريستوفر بوشيك (2008). الاستراتيجية السعودية اللينة في مكافحة الإرهاب. واشنطن: مؤسسة كارنيغي للسلام الدولي. نسخة محفوظة 11 أبريل 2010 على موقع واي باك مشين.
148. ↑  "مخرز «اللين» يقتلع شوكة الإرهاب في السعودية / الحلقة الأولى". مؤرشف من الأصل في 2018-03-03. اطلع عليه بتاريخ 2018-01-22.
149. ↑  علوي, إبراهيم (6 May 2017). "مركز «المناصحة» رؤية مستنيرة لاقتلاع الفكر المتطرف". Okaz (بar-GB). Archived from the original on 2018-06-19. Retrieved 2018-01-22.{{استشهاد بخبر}}:  صيانة الاستشهاد: لغة غير مدعومة (link)
150. 1 2  توماس هيغهامر (2013). ''الجهاد في السعودية: قصة تنظيم القاعدة في جزيرة العرب''. بيروت: الشبكة العربية للابحاث والنشر. ردمك:9796500139371.
151. ↑  "Saudi gun battle foils terror attack". 3 نوفمبر 2003. مؤرشف من الأصل في 2018-07-29. اطلع عليه بتاريخ 2018-05-05.
152. ↑  "The Daily Star Web Edition Vol. 4 Num 161". archive.thedailystar.net. مؤرشف من الأصل في 2018-10-12. اطلع عليه بتاريخ 2018-05-05.
153. ↑  عام / شقة الخالدية / سلسلة من داخل الخلية / حلقة تلفازية خاصة وكالة الأنباء السعودية نسخة محفوظة 06 مايو 2018 على موقع واي باك مشين.
154. ↑  تنظيم القاعة في جزيرة العرب. مجلة صوت الجهاد العدد 15. مؤرشف من الأصل في 2020-01-09.
155. ↑  تنظيم القاعة في جزيرة العرب. مجلة صوت الجهاد العدد 19. مؤرشف من الأصل في 2020-01-09.
156. ↑  تنظيم القاعة في جزيرة العرب. مجلة صوت الجهاد العدد 18. مؤرشف من الأصل في 2020-01-09.
157. ↑  تنظيم القاعة في جزيرة العرب. مجلة صوت الجهاد العدد 27. مؤرشف من الأصل في 2020-01-09.
158. ↑  تنظيم القاعة في جزيرة العرب. مجلة صوت الجهاد العدد 13. مؤرشف من الأصل في 2020-01-09.
159. ↑  صوت الجهاد. يا نساء دوركم فقد نام الرجال - منى بنت صالح الشرقاوي }. مؤرشف من الأصل في 2020-01-09.
160. ↑  عبد الله بن سليمان المحمود النجدي "رسائل إلى العلماء والدعاة" (2004) نسخة محفوظة 09 مايو 2018 على موقع واي باك مشين.
161. ↑  عبد الله الرشود، فارس الزهراني. "طلب مناظرة مع الشيخ ناصر العمر".
162. ↑  "منبر التوحيد و الجهاد - قراءة مادة:  وقفات مع "سفر الحوالي" وحواره في جريدة "عكاظ"". www.ilmway.com. مؤرشف من الأصل في 2018-05-08. اطلع عليه بتاريخ 2018-05-08.
163. ↑  عبد العزيز الطويلعي. انتِقَاضُ الإعْتِرَاضِ عَلى تَفْجِيْرَاتِ الرِّيَـاضِ. (2003) نسخة محفوظة 10 يناير 2020 على موقع واي باك مشين.
164. ↑  مالكم لا تقاتلون في العراق وجميع الطرق مفتوحة صدى الجهاد. صوت الجهاد. (2003)
165. ↑  دراسات إسلامية: تساؤلات حول جهاد الصليبيين في جزيرة العرب . صوت الجهاد.  (2004)
166. ↑  وصايا للمجاهدين: لا تذهبوا للعراق بقلم محمد بن أحمد السالم. صوت الجهاد.(2004(

### كتب
- كريستوفر بوشيك (2008). الاستراتيجية السعودية اللينة في مكافحة الإرهاب. واشنطن: مؤسسة كارنيغي للسلام الدولي.
- توماس هيغهامر (2013). الجهاد في السعودية: قصة تنظيم القاعدة في جزيرة العرب. بيروت: الشبكة العربية للابحاث والنشر. ردمك:9796500139371.
- جورج تينت (2008). في قلب العاصفة؛ السنوات التي قضيتها في السي آي إيه. بيروت: دار الكتاب العربي. ردمك:9780061210426.
- Anthony H. Cordesman and Nawaf Obaid (2004). Saudi National Security: Military and Security Services Challenges & Developments. Washington: Center for Strategic and International Studies.
- Joshua Teitelbaum (September 2005). Terrorist Challenges to Saudi Arabian Internal Security. Herzliya: Middle East Review of. International Affairs.